# Soziale Marktwirtschaft
Soziale Marktwirtschaft ist ein gesellschafts- und wirtschaftspolitisches Leitbild mit dem Ziel „auf der Basis der Wettbewerbswirtschaft die freie Initiative mit einem gerade durch die wirtschaftliche Leistung gesicherten sozialen Fortschritt zu verbinden“. Die Aussagekraft des Terminus soziale Marktwirtschaft wird unterschiedlich eingeordnet: Einerseits gilt er als etablierte Bezeichnung für die Wirtschaftsordnung der Bundesrepublik Deutschland, der Republik Österreich und der Schweiz, andererseits wird der Ausdruck je nach politischem Kontext, ähnlich der sozialpolitischen Idee vom Volksheim in Schweden, unterschiedlich interpretiert und somit auch als (inhaltsleeres) politisches Schlagwort betrachtet.
Die Bezeichnung soziale Marktwirtschaft geht auf Alfred Müller-Armack zurück, der darin eine irenische Formel sah, deren Sinn darin bestehe, „das Prinzip der Freiheit auf dem Markt mit dem des sozialen Ausgleichs zu verbinden“. Das Konzept basiert auf Vorstellungen, die mit durchaus unterschiedlicher Akzentuierung schon in den 1930er und 1940er Jahren entwickelt wurden. Aus diesem geschichtlichen Hintergrund ragt der Ordoliberalismus heraus, insbesondere Walter Eucken, Franz Böhm und Leonhard Miksch sowie Alexander Rüstow und Wilhelm Röpke als Vertreter eines soziologischen Liberalismus. Das Konzept „soziale Marktwirtschaft“ ist pragmatischer, etwa in der Konjunktur- und Sozialpolitik, als die ordoliberalen Vorstellungen, die sich ausschließlich auf die Wettbewerbsordnung konzentrieren.
Die Bundesrepublik Deutschland und die DDR vereinbarten am 18. Mai 1990 eine Währungs-, Wirtschafts- und Sozialunion. In dem Staatsvertrag wurde die soziale Marktwirtschaft als gemeinsame Wirtschaftsordnung vereinbart. Angela Merkel warb 2009 während der damaligen Finanz- und Wirtschaftskrise in einer Rede vor dem Weltwirtschaftsforum für eine offene Weltwirtschaft, basierend auf Regeln der sozialen Marktwirtschaft. Sie habe Deutschland nach dem Krieg Wohlstand gebracht, sei der dritte Weg zwischen Kapitalismus und Staatswirtschaft. „Der Staat ist der Hüter der sozialen Ordnung, […] Wettbewerb braucht Augenmaß und soziale Verantwortung“. Die Europäische Union strebt laut Vertrag von Lissabon eine „wettbewerbsfähige soziale Marktwirtschaft“ mit Vollbeschäftigung und sozialem Fortschritt an. Im internationalen Kontext wird die Wirtschaftsordnung bisweilen auch als Rheinischer Kapitalismus bezeichnet.

## Begriff

### Entstehung
Alfred Müller-Armack wählte diese Wortverbindung erstmals 1946 in seinem Werk Wirtschaftslenkung und Marktwirtschaft, das 1947 veröffentlicht wurde. Er entwarf die Soziale Marktwirtschaft als „dritte Form“ neben rein liberaler Marktwirtschaft und staatlicher Wirtschaftslenkung. Für die Wirtschaftsordnung des vom Krieg zerstörten Deutschlands solle der Markt als „tragendes Gerüst“ in „eine bewusst gesteuerte, und zwar sozial gesteuerte Marktwirtschaft“ eingebettet sein. Den Versuch, „das Prinzip der Freiheit auf dem Markte mit dem des sozialen Ausgleichs zu verbinden“, bezeichnete Müller-Armack als „irenische Formel“. Etwa zur gleichen Zeit verwendete der sozialdemokratische Ordoliberale Leonhard Miksch, der seit Anfang 1948 als Leiter des Referats für „Preiswirtschaftliche Grundsatzfragen und Betriebswirtschaft“ enger Mitarbeiter Erhards war, den Begriff soziale Marktwirtschaft lange vor Erhard. Eine öffentliche Verwendung des Begriffs ist laut Uwe Fuhrmann jedoch nicht vor Juni 1948 belegt.

### Verbreitung durch die CDU
Zunächst wurde der Ausdruck kaum verwendet. Die CDU beschloss am 3. Februar 1947 das Ahlener Programm; in diesem wurde der Kapitalismus abgelehnt.

Erst durch das CDU-Programm für die Bundestagswahl am 14. August 1949 – die Düsseldorfer Leitsätze – wurde der Begriff einer größeren Öffentlichkeit bekannt. Das neue wirtschaftspolitische Schlagwort „Soziale Marktwirtschaft“, von der CDU als Gegenbegriff zu „unsoziale Planwirtschaft“ gesetzt, war anfangs umstritten. Von sozialdemokratischer und gewerkschaftlicher Seite, zum Teil aber auch vom Arbeitnehmer-Flügel der CDU, wurde die Wortverbindung als Euphemismus und als rein propagandistisches Schlagwort kritisiert. Von unternehmerischer und wirtschaftsliberaler Seite wurde befürchtet, das Attribut „sozial“ würde Erwartungen wecken, die dem wirtschaftlichen Fortschritt oder der deutschen Wettbewerbsfähigkeit entgegenstünden.
Ludwig Erhard wurde nach der Bundestagswahl 1949 Wirtschaftsminister im Kabinett Adenauer I. Die Sprachkritik schmälerte nicht den politischen Erfolg des Schlagworts, mit dem vor allem in den 1950er Jahren Wahlkämpfe bestritten und gewonnen wurden.
In Westdeutschland war der Begriff während der Ära Adenauer (1949 bis 1966) und während der Ära Kohl (1982 bis 1998) eine Richtschnur der Regierungspolitik.

### Übernahme durch die SPD und breite Akzeptanz
Die SPD vermied zunächst konsequent die Verwendung dieses Fahnenwortes und propagierte den Konkurrenzbegriff des „demokratischen Sozialismus“. 1949 sprach sie in ihrem Wahlaufruf sogar vom „sinnlosen Wort der sozialen Marktwirtschaft“. Insbesondere mit dem Godesberger Programm von 1959 übernahm die SPD jedoch zunehmend Elemente der Sozialen Marktwirtschaft. Erst seit den 1990er Jahren verwendet auch die SPD den Ausdruck in ihren programmatischen Schriften. Auch der Deutsche Gewerkschaftsbund verwendet ihn erst seit seinem Dresdner Grundsatzprogramm von 1996. Eine positive Bezugnahme auf Soziale Marktwirtschaft ist seitdem über die politischen Grenzen hinweg weit verbreitet.

### Bedeutungsspektrum
Die breite gesellschaftliche Bezugnahme auf den Begriff Soziale Marktwirtschaft bedeutet jedoch keineswegs, dass sich alle darin einig sind, was unter Sozialer Marktwirtschaft zu verstehen sei.
Viele wissenschaftliche und politische Publikationen gehen von einer eigentlichen Ursprungsbedeutung aus. Dabei wird oftmals auf die ideengeschichtlichen Ursprünge, die Währungsunion, die politisch/korporatistischen Reaktionen auf den Korea-Boom sowie auf die sozialpolitischen Weichenstellungen der 1950er Jahre Bezug genommen. Ebenso viele Publikationen gehen von einer Pluralität begründbarer Bedeutungen aus, die parallel und/oder in zeitlicher Abfolge bestehen, ohne dass eine eigentliche Bedeutung auszumachen sei. Zuletzt wird auch die Bewertung als Leerformel ohne eigentliche Bedeutung vertreten.
Autoren wie z. B. Knut Borchardt, Roland Sturm und Martin Nonhoff betonen den offenen, dynamischen Charakter einer Kompromissformel und argumentieren, dass sich „Soziale Marktwirtschaft“ nicht auf eine eigentliche Bedeutung reduzieren lasse. Vielmehr müsse sie als das sich stets weiter entwickelnde Ergebnis eines dynamischen Prozesses gedacht werden. Aufgrund der Pluralität der Ursprünge – Müller-Armacks ursprüngliche Konzeption in „Wirtschaftslenkung und Marktwirtschaft“, Erhards Vorstellungen und die der CDU in den Düsseldorfer Leitsätzen – sei eine definitive Ursprungsbegründung nicht möglich. Die möglichen Vorgänger der Konzeption der Sozialen Marktwirtschaft seien untereinander keineswegs deckungsgleich, sondern „voller Reibungspunkte und formidabler Gegensätze“. Demnach handele es sich bei „Sozialer Marktwirtschaft“ nicht bloß in ihrer heutigen Form, sondern auch nach ihrer ursprünglichen Interpretation um einen politischen und politisch interpretierten Begriff.
Nach Hans-Hermann Hartwich gebe es ein in sich geschlossenes theoretisches Ursprungskonzept einer „Sozialen Marktwirtschaft“, das durch einen von Wahlkämpfen geprägten politischen Diskurs mit einer „populären, aber völlig unverbindlichen Vorstellung einer sozialen Marktwirtschaft“ vermengt worden sei. Das Ergebnis sei jedoch keine Leerformel, sondern etwas Neues.
Nach Dieter Cassel und Siegfried Rauhut gebe es eine Ursprungsbedeutung. Die Soziale Marktwirtschaft sei jedoch „weitgehend diskreditiert und zur Leerformel degeneriert“. Sie plädieren für eine Rückbesinnung auf eine solche Ursprungsbedeutung.

### Bezeichnung für die Wirtschaftsordnung der Bundesrepublik Deutschland
Seit den 1950er Jahren hat sich der Begriff Soziale Marktwirtschaft auch als Bezeichnung für die reale Wirtschaftsordnung der Bundesrepublik Deutschland eingebürgert. Die Wirtschaftspolitik der verschiedenen Bundesregierungen orientierte sich allerdings in der Praxis an wechselnden politischen Zielvorstellungen.
Die meisten Autoren gehen davon aus, dass sich die Soziale Marktwirtschaft seit 1948 weiterentwickelt hat, ohne dass sich die fundamentale Charakteristik des Wirtschaftssystems geändert hat. Andere sind der Ansicht, dass die reale Wirtschaftsordnung seit 1957 bzw. seit den 1960er Jahren nicht mehr den Vorstellungen Ludwig Erhards entspreche.

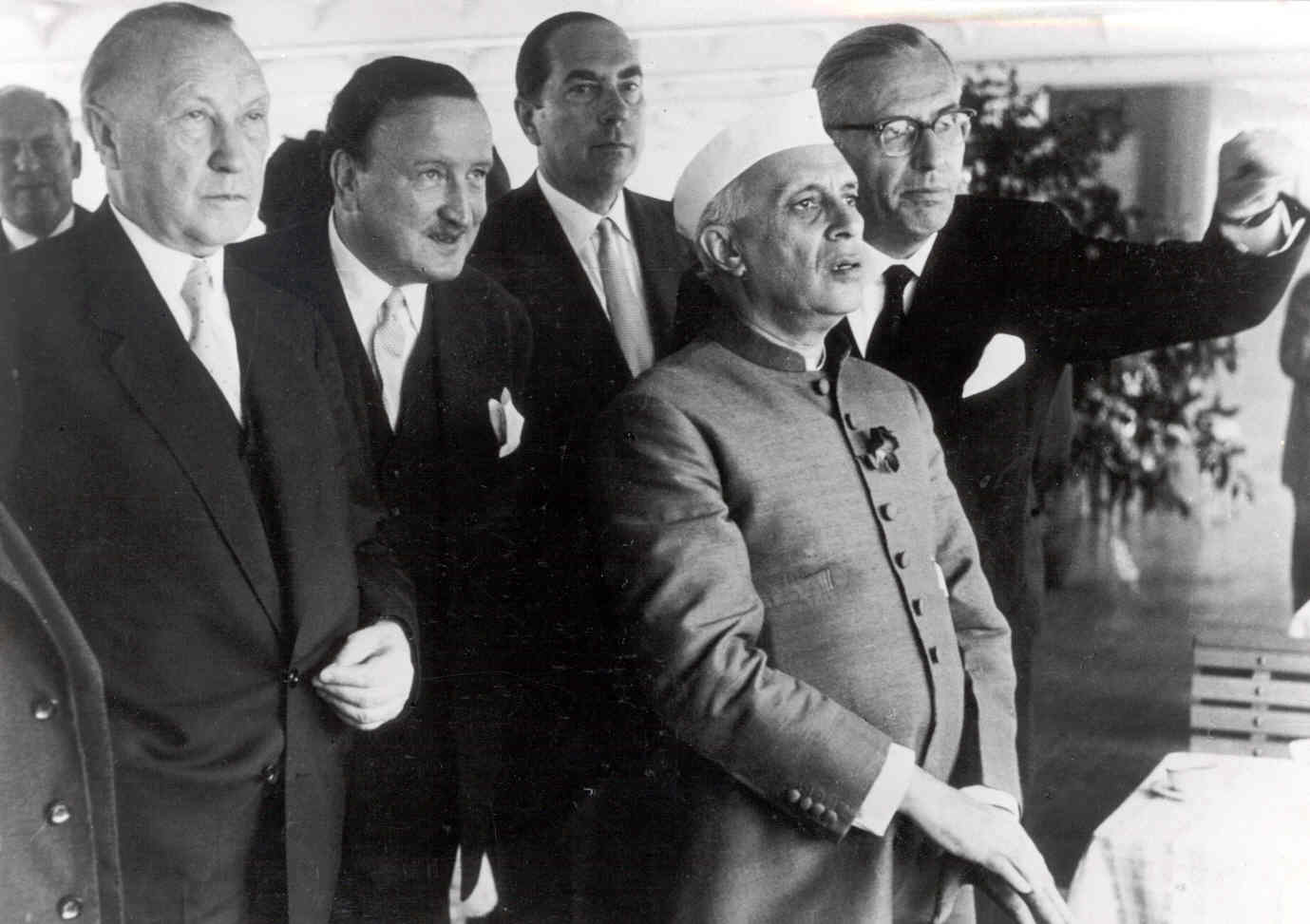
Konrad Adenauer und Hermann Josef Abs bei einem Staatsbesuch des indischen Ministerpräsidenten Jawaharlal Nehru, 1956

Laut Michael Spangenberger ist es gelungen, „den Inhalt der Sozialen Marktwirtschaft im Begriff des 'Rheinischen Kapitalismus' zu internationalisieren“. Um die insbesondere in den Rheinanliegerstaaten sowie Skandinavien und Japan entstandene korporative oder koordinierte Marktwirtschaft von den angelsächsischen Wirtschaftsordnungen abzugrenzen, hat Michel Albert 1991 den Begriff „Rheinischer Kapitalismus“ eingeführt, wobei er die Soziale Marktwirtschaft dem Rheinischen Kapitalismus zuordnet. Gerhard Willke sieht die Soziale Marktwirtschaft bzw. den synonymen Rheinischen Kapitalismus als ein Kapitalismusmodell, das durch einen mittleren Grad an Regulierung gekennzeichnet ist. Dem stellt er die alternativen Kapitalismusmodelle der gering regulierten freien Marktwirtschaft einerseits und der sehr stark regulierten gelenkten Wirtschaft andererseits gegenüber und kommt zu dem Ergebnis, dass Effizienz, Wohlstand und Lebensqualität im Kapitalismusmodell der Sozialen Marktwirtschaft am höchsten sind. Für Herbert Giersch wird die Soziale Marktwirtschaft beziehungsweise der Rheinische Kapitalismus, dem er „einen Hauch von Kommunitarismus“ nachsagt, in den 1950er und 60er Jahren von Persönlichkeiten wie Konrad Adenauer oder führenden Vertretern der Deutschland AG, wie Hermann Josef Abs, symbolisiert. Im Kontrast hierzu sieht er Erhard, Eucken und Hayek, die er mit einem „reinen Kapitalismus“ beziehungsweise einer „neoliberalen Marktwirtschaft“ identifiziert. Auch Manfred G. Schmidt sieht in der Wirtschaftsordnung der Bundesrepublik Deutschland marktwirtschaftsfremde Züge, insbesondere hinsichtlich der mittleren Staatsquote und einer mittleren Dichte der Wirtschaftsregulierung, die deshalb von dem ursprünglichen Leitbild der Sozialen Marktwirtschaft abweiche. Er vermutet, dass etlichen Beobachtern deshalb die Bezeichnung „Soziale Marktwirtschaft“ nicht trennscharf genug sei und diese zur Bezeichnung der Wirtschaftsordnung deshalb Begriffe wie „organisierter“, „deutscher“ oder „Rheinischer Kapitalismus“ bevorzugen würden.

## Das Konzept und die Merkmale der Sozialen Marktwirtschaft
Die Soziale Marktwirtschaft versucht die Vorteile einer freien Marktwirtschaft, insbesondere eine hohe Leistungsfähigkeit und Güterversorgung, mit dem Sozialstaat als Korrektiv zu verbinden, der mögliche negative Auswirkungen von Marktprozessen verhindern soll. Zu ihren Gestaltungselementen gehören freie Preisbildung für Güter und Leistungen am Markt, Privateigentum an Produktionsmitteln und Gewinnstreben als Leistungsanreiz. Durch die Schaffung eines rechtlichen Rahmens sollen die persönlichen Freiheitsrechte, wie Gewerbe-, Konsum-, Vertrags-, Berufs- und Koalitionsfreiheit im alltäglichen Marktgeschehen und in der Arbeitswelt gewährleistet werden. Zugleich soll staatliche Wettbewerbspolitik den Wettbewerb sichern und private Marktmacht (Monopole, Kartelle) nach Möglichkeit verhindern. Der Grundgedanke besteht darin, dass die Marktwirtschaft ihre wohlstandsmehrende wie koordinierende Funktion nur entfalten könne, wenn sie durch eine strenge staatliche Ordnungspolitik auf den Wettbewerb verpflichtet werde. Der Staat soll durch aktive Eingriffe in die Wirtschaft das Marktgeschehen ergänzen und korrigieren (zum Beispiel durch sozialpolitische, konjunkturpolitische oder arbeitsmarktpolitische Maßnahmen), wenn dies im allgemeinen Interesse für notwendig erachtet wird. Die sozialpolitisch orientierte Korrektur der Markteinkommen soll jedoch insoweit begrenzt sein, als die Funktionsfähigkeit einer Wettbewerbswirtschaft nicht beeinträchtigt und die Eigenverantwortung und Initiative der Bürger nicht durch einen Versorgungsstaat gelähmt werden darf, die konkrete Grenzziehung bleibt aber offen. „Auch das für den Sonderfall prozesspolitischer Maßnahmen vorgeschlagene Kriterium der Marktkonformität bleibt im Einzelfall allerdings auslegungsbedürftig“. Als Urheber des Konzepts wird zumeist Müller-Armack genannt, Erhards Verdienst liegt in der wirtschaftspolitischen Umsetzung der Sozialen Marktwirtschaft in der Nachkriegszeit.

### Urheberschaft des Konzepts der Sozialen Marktwirtschaft
Nach Ansicht von Otto Schlecht, der seit 1953 im Bundeswirtschaftsministerium arbeitete, seien neben Walter Eucken und Ludwig Erhard vor allem Alexander Rüstow, Wilhelm Röpke, Franz Böhm, Friedrich A. Lutz, Leonhard Miksch und Fritz W. Meyer als geistige Väter der Sozialen Marktwirtschaft zu nennen. Besonders zu nennen sei zudem Alfred Müller-Armack, welcher die Welt der Ordoliberalen und auch Ludwig Erhards erweiterte und ergänzte. Laut Hans-Rudolf Peters, von 1959 bis 1974 im Bundesministerium für Wirtschaft tätig, sei das ordnungstheoretische Leitbild der Sozialen Marktwirtschaft hauptsächlich von Alfred Müller-Armack entworfen worden. Müller-Armacks Konzept der Sozialen Marktwirtschaft bleibe jedoch ziemlich nebulös. Zwar sei der Konzeptionsteil „Marktwirtschaft“ aufgrund der Vorleistung des Ordoliberalismus relativ präzise bestimmt, der soziale Konzeptionsteil entbehre jedoch einer soliden theoretischen Fundierung. Laut Peters seien sich Erhard und Müller-Armack einig gewesen in Fragen der Wettbewerbspolitik; was Art und Reichweite der sozialen Aufgabenstellungen angehe, seien hingegen „durchaus fundamentale“ Meinungsunterschiede feststellbar. Erhard sei im Grunde eher ein Ordoliberaler als ein sozialer Marktwirtschaftler gewesen, weil er davon überzeugt gewesen sei, dass marktwirtschaftlich geschaffener Wohlstand für alle die sozialen Probleme auf einen minimalen Rest schrumpfen ließe. Müller-Armack selbst war der Auffassung, dass die wirtschaftliche Gesamtkonzeption der Sozialen Marktwirtschaft in erster Linie von Ludwig Erhard entwickelt worden sei.
Ein theoretischer Beitrag von Ludwig Erhard zur Sozialen Marktwirtschaft wird hingegen von einer Reihe von Autoren verneint. Die Schrift Kriegsfinanzierung und Schuldenkonsolidierung (1944), in der Erhard die Gestaltung einer Nachkriegsordnung beschreibt, wertet der Erhard-Biograph Volker Hentschel als eine „grobschlächtige Skizze“. Laut Uwe Fuhrmann war Erhard ein Verfechter der „freien Marktwirtschaft“ und stand damit im Widerspruch zu Müller-Armacks dualistischer Konzeption, die Wirtschafts- und Sozialpolitik als zwei gleichgewichtige Zielgrößen verstand.

### Alfred Müller-Armack

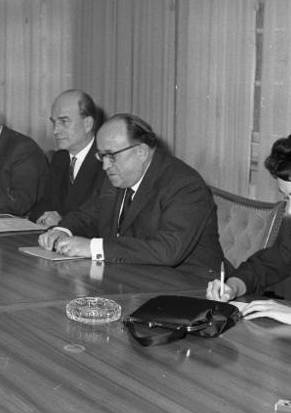
Alfred Müller-Armack (Mitte), 1961

Alfred Müller-Armack gilt als geistiger Vater einer sozial gestalteten Marktwirtschaft. Er war ab 1952 als Leiter der Grundsatzabteilung des Bundeswirtschaftsministeriums und ab 1958 zugleich Staatssekretär.
Er prägte als Mitstreiter von Ludwig Erhard den Begriff soziale Marktwirtschaft und entwickelte – mit anderen zusammen – das Konzept systematisch. Müller-Armack erarbeitete theoretische Grundlagen seines Konzepts, als die „Forschungsstelle für Allgemeine und Textile Marktwirtschaft“ der Universität Münster ab 1943 kriegsbedingt in das Herz-Jesu-Kloster nach Vreden ausgelagert wurde.
Die genaue Ausgestaltung des Leitbilds der Sozialen Marktwirtschaft hatte Müller-Armack bewusst offen gelassen, weil er der Meinung war, dass sich Rahmenbedingungen verändern können und dass ein Wirtschaftssystem sich daran dynamisch anpassen müsse: „Unsere Theorie ist abstrakt, sie kann öffentlich nur durchgesetzt werden, wenn sie einen konkreten Sinn bekommt und dem Mann auf der Straße zeigt, daß sie gut für ihn ist.“ Aus dieser Legitimationsfunktion erklärt sich, warum keine geschlossene Theorie der Sozialen Marktwirtschaft vorliegt, sondern eine in einzelnen Schritten gewachsene Programmatik. Diese evolutionär-kompromisshafte Grundstruktur des Ansatzes von Müller-Armack führte im Laufe der Zeit notwendigerweise zu Spannungen gegenüber der ordoliberalen Theorie.
Geprägt durch die christliche Soziallehre und die Wicksellsche Konjunkturtheorie vertrat er am deutlichsten die Idee von der staatlichen Einflussnahme auf die Ergebnisse der Marktwirtschaft. Müller-Armack sah die Soziale Marktwirtschaft als eine dritte Form neben der rein liberalen Marktwirtschaft und der Lenkungswirtschaft: „Wir sprechen von ‚Sozialer Marktwirtschaft‘, um diese dritte wirtschaftspolitische Form zu kennzeichnen. Es bedeutet dies, dass uns die Marktwirtschaft notwendig als das tragende Gerüst der künftigen Wirtschaftsordnung erscheint, nur dass dies eben keine sich selbst überlassene liberale Marktwirtschaft, sondern eine bewusst gesteuerte, und zwar sozial gesteuerte Marktwirtschaft sein soll“. Müller-Armack ging es um eine „institutionelle Verankerung ihres Doppelprinzips in der Wirtschaftsordnung“, darunter verstand er, „die divergierenden Zielsetzungen sozialer Sicherheit und wirtschaftlicher Freiheit zu einem neuartigen Ausgleich“ zu bringen. Der richtungsweisende Sinn der Sozialen Marktwirtschaft sei es, „das Prinzip der Freiheit auf dem Markt mit dem Prinzip des sozialen Ausgleichs zu verbinden“.
Er nannte die Soziale Marktwirtschaft eine irenische (friedenstiftende) Formel, die versuche, „die Ideale der Gerechtigkeit, der Freiheit und des wirtschaftlichen Wachstums in ein vernünftiges Gleichgewicht zu bringen.“
Friedrun Quaas sah im Jahr 2000 einen durchgängigen Zug der Arbeiten Müller-Armacks darin, „das Verhältnis zwischen freiheitlichem und sozialem Element als dialektisches Verhältnis zu sehen“.
Karl Georg Zinn schrieb 1992, Müller-Armack habe den Lehren von Wilhelm Röpke und Alexander Rüstow nähergestanden als denen des ordnungstheoretischen Puristen Eucken. So gab er „der Sozialpolitik und der staatlichen Konjunktur- und Strukturpolitik ein weit größeres Gewicht als Eucken, für den Sozialpolitik allenfalls als Minimalprogramm gegen extreme Missstände erforderlich erschien und der Konjunkturpolitik für schlichtweg überflüssig, ja schädlich hielt, weil eine ideale Marktwirtschaft, wie er sie in seiner Ordnungstheorie meinte entworfen zu haben, überhaupt keine zyklischen Konjunkturen und Krisen mehr aufweisen würde.“ Nachfolgende Tabelle vergleicht die Konzepte des Ordoliberalismus und Alfred Müller-Armacks wirtschaftspolitischer Leitidee der Sozialen Marktwirtschaft in Anlehnung an die Arbeit von Josef Schmid:
| Ordoliberalismus (Eucken)                                                  | Soziale Marktwirtschaft (Müller-Armack)                                                                                   |
| -------------------------------------------------------------------------- | --- |
| Reine Ordnungspolitik                                                      | Ordnungs- und Prozesspolitik                                                                                              |
| Qualitative Wirtschaftspolitik                                             | Auch quantitative Wirtschaftspolitik                                                                                      |
| Streng wissenschaftliches Konzept mit klaren theoretischen Grenzen         | Pragmatischer Ansatz; weiche Grenzziehung; Einzelfallentscheidungen                                                       |
| Ableitung aller Problemlösungen aus der Aufrechterhaltung der Ordnung      | Weiterhin Notwendigkeit der staatlichen Intervention zur Schaffung sozialen Ausgleichs bzw. Korrektur der Marktergebnisse |
| „Richtige“ Wirtschaftspolitik entzieht der Sozialpolitik die Notwendigkeit | Getrennte Bereiche Wirtschafts- und Sozialpolitik; Versuch der Austarierung von „Freiheit“ und „(sozialer) Sicherheit“    |
| Statisches Konzept                                                         | Ständige Weiterentwicklung; Anpassung an neue Herausforderungen                                                           |

Müller-Armack befürwortete „soziale Interventionen“ des Staates, sofern sie „dem Grundsatz der Marktkonformität unterworfen werden“, das heißt, dass nur solche politischen Maßnahmen ergriffen werden, „die den sozialen Zweck sichern, ohne störend in die Marktapparatur einzugreifen“.
Ingo Pies schrieb im Jahr 2000, dass laut Müller-Armack sehr genau angegeben werden könne, was die Politik nicht tun soll. In positiver Hinsicht könne dieses Prinzip nur die Auswahl des Verfahrens politischer Intervention anleiten, nicht aber den Grad seiner Anwendung.
Heiko Körner vertrat die Ansicht, Müller-Armack habe „keine konkreten Aussagen über Prinzipien und Elemente einer ‚marktkonformen Sozialpolitik’“ gemacht und „jeder Interpret dieses 'deutungsoffenen Leitbildes'“ könne „die seinen Interessen und politischen Präferenzen entsprechende Gewichtung“ im Spannungsfeld von wirtschaftlicher Effizienz einerseits und sozialer Gerechtigkeit andererseits vornehmen. Gleichwohl hielt Müller-Armack „theoretisch“ die denkbar stärkste Einkommensumverteilung für möglich, „ohne mit den Spielregeln des Marktes in Widerspruch zu geraten“.
Als Müller-Armack Ende der 1950er Jahre eine zweite – gesellschaftspolitische – Phase der Sozialen Marktwirtschaft propagierte, hatte er eine Ausweitung der Sozialpolitik über ihren traditionellen Kern hinaus bezüglich der Bereitstellung öffentlicher Güter im Bereich des Bildungs- und Gesundheitswesens, des Städtebaus und Energie und Umweltfragen sowie weiterer Fragen im Sinn.
1975 formulierte Müller-Armack eine eindringliche Kritik gegen das Vordringen des demokratischen Sozialismus, einen den wirtschaftspolitischen Ordnungsrahmen der Sozialen Marktwirtschaft belastenden Interventionismus, bei dem durch eine Fülle von Einzelmaßnahmen ein grundlegender Wandel vollzogen werde, der sich gegen den Kern der Marktwirtschaft richte. Zu diesen antimarktwirtschaftlichen Regelungen zählt Müller-Armack insbesondere die paritätische Mitbestimmung sowie die Forderung nach einer Vermögensumverteilung.

### Leonhard Miksch
Weniger bekannt ist die Rolle des Sozialdemokraten und ordoliberalen Eucken-Schülers Leonhard Miksch in der Entstehungsphase der Sozialen Marktwirtschaft. Mit seiner Habilitationsschrift „Wettbewerb als Aufgabe“ (1937), in der er den Wettbewerb zu einer „staatlichen Veranstaltung“ erklärte, war er „ein Vertreter der Freiburger Schule und des Ordoliberalismus im engeren Sinne“. Wenige Monate nachdem er zum institutionellen Nachfolger Walter Euckens an der Freiburger Universität ernannt worden war, verstarb er im Alter von 49 Jahren.
Seit Anfang 1948 war Miksch Erhards engster Mitarbeiter im Frankfurter Wirtschaftsrat (sozusagen der Vorgänger Müller-Armacks) als Leiter des Referats für „Preiswirtschaftliche Grundsatzfragen und Betriebswirtschaft“. Lange vor Erhard verwendete er den Begriff „soziale Marktwirtschaft“: Ende 1947 in einer Fachzeitschrift und im Januar 1948 in einer internen Denkschrift, „in der er die sprachliche Wende von der ‚freien‘ zur ‚sozialen‘ Marktwirtschaft vollzog“, während Erhard bis Mitte 1948 von „freier Marktwirtschaft“ oder einfach von „Marktwirtschaft“ sprach.
Allen voran war es Miksch, „der zum Vorreiter der preispolitischen Abstützung der Währungsreform und Ideengeber Erhards wurde“. Er „entwarf die ersten Grundsätze der Wirtschaftspolitik für die der Währungsreform folgende Übergangsperiode“. Denn laut Gerold Ambrosius stimmte „der Entwurf des ‚Leitsätzegesetzes‘ […] fast wörtlich mit den ‚Grundsätzen‘ von Miksch überein […]“. Daher entbehre es nach Ambrosius „nicht der Ironie, daß ausgerechnet der Gesetzesentwurf, der sowohl den weiteren Aufbau der Westzone und der Bundesrepublik unter christlich-demokratischer Führung als auch die Wirtschaftsprogrammatik der Union entscheidend beeinflussen sollte, von einem Sozialdemokraten entworfen wurde“⸮

### Ludwig Erhard

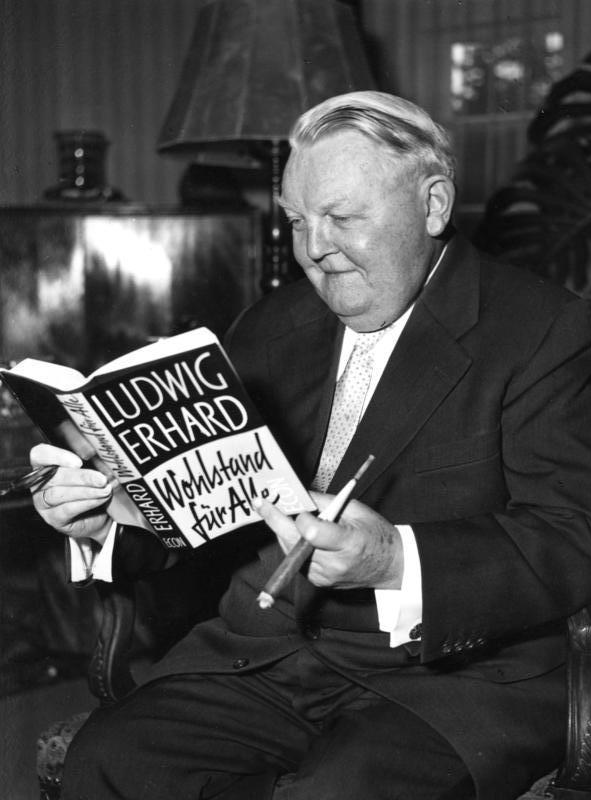
Ludwig Erhard mit seinem Buch Wohlstand für Alle, 1957

Ludwig Erhard, der üblicherweise als Vollstrecker der Sozialen Marktwirtschaft angesehen wird, vertrat die Auffassung: „Je freier die Wirtschaft, umso sozialer ist sie auch.“ Für Erhard war die Erhaltung des freien Wettbewerbs eine der wichtigsten Aufgaben des auf einer freiheitlichen Gesellschaftsordnung beruhenden Staats. Der freie Wettbewerb sei der geeignete Weg, gesellschaftsübergreifenden Wohlstand zu schaffen. Im Ergebnis nehme in einer ordnungspolitisch richtig gesteuerten Marktwirtschaft durch zunehmendem Wohlstand der Bedarf an klassischer Sozialpolitik immer mehr ab. Seine Zielvorstellung war die Utopie einer entproletarisierten Gesellschaft von Eigentumsbürgern, die keiner Sozialversicherungen mehr bedürften.
Erhard hatte ein wesentlich stärkeres Engagement für die freiheitliche und marktwirtschaftliche Komponente als die Schöpfer des theoretischen Konzeptes der Sozialen Marktwirtschaft. Allerdings nutzte Erhard die Integrationswirkung zu Gunsten einer insgesamt marktwirtschaftlichen Wirtschaftsordnung, die sich mit diesem Etikett in einem umstrittenen politischen Umfeld nach dem Zweiten Weltkrieg erzielen ließ. Für Erhard war die Freiheit allen Ausprägungen staatlicher Lenkung und Bevormundung überlegen und darüber hinaus unteilbar. Und laut Hans-Rudolf Peters stand Erhard von seinem liberalen Denkansatz her kollektiven Zwangsversicherungen skeptisch gegenüber. Er sah aber durchaus, dass die Gesellschaft „durch sozial-, wirtschafts- und finanzpolitische Maßnahmen Grenzen ziehen oder Regeln setzen“ müsse.
Mit dem Konzept des Volkskapitalismus versuchte er eine freiere und gleichere Gesellschaft zu schaffen. Seine Vorstellung der breiten Vermögensbildung begründete Erhard wie folgt: „Wenn schon mit der Entfaltung der modernen Technik eine Konzentration der Produktionsmittel unvermeidlich ist, dann muß dieser Prozeß ein bewußter und aktiver Wille zu einem breitgestreuten, aber echten Miteigentum an jenem volkswirtschaftlichen Produktivkapital entgegengesetzt werden.“ Einzelne Versuche, das Konzept des Volkskapitalismus in die Praxis umzusetzen, blieben aber weitgehend wirkungslos. Die Soziale Marktwirtschaft wurde seit 1957 von der Erhardschen Auslegung als Volkskapitalismus zur Marktwirtschaft mit eigenständiger Sozialstaatlichkeit umgedeutet. Erst dadurch wurde der Begriff Soziale Marktwirtschaft zur zentralen Konsens- und Friedensformel des mittleren Weges (im Detail siehe Abschnitt „Weichenstellungen der Sozialpolitik“).
Von großer Bedeutung war für ihn ebenfalls die Sicherung des Geldwerts, insbesondere durch eine unabhängige Zentralbank. Für Erhard war die Soziale Marktwirtschaft ohne eine konsequente Politik der Preisniveaustabilität nicht denkbar. Nur diese Politik würde gewährleisten, dass sich nicht einzelne Bevölkerungskreise zu Lasten anderer bereichern. Zur Gewährleistung des effizienten Einsatzes des Produktivkapitals gehöre neben dem Recht auf Privateigentum auch die Haftung. Die Eigentümer von Produktivkapital sollten sich nicht nur die Gewinne aneignen, sondern auch die volle Haftung für getroffene Fehlentscheidungen tragen.
Als die Gewerkschaften noch eine umfassende „Neuordnung der Wirtschaft“ (Münchener Grundsatzprogramm von 1949) mit dem Kernelement der wirtschaftlichen Mitbestimmung forderten, erklärte Erhard 1949, es müsse eine saubere Trennlinie gezogen werden: Mitwirkung sei ein Element der freien Marktwirtschaft, Mitbestimmung hingegen gehöre in den Bereich der Planwirtschaft. Adenauer, der zu dieser Zeit mit den Gewerkschaften um eine auch von den Alliierten geforderte Mitbestimmungsregelung rang, nahm diese Äußerung unverzüglich zum Anlass, von Erhard telegrafisch zu verlangen, „zur Frage des Mitbestimmungsrechts der Arbeitnehmer öffentlich keine Stellung zu nehmen“.
Nach Ansicht von Kurt H. Biedenkopf nahm die tatsächliche politische Entwicklung allerdings schon in der Regierungszeit der Union in allen Punkten eine andere Richtung als von Erhard gewollt; die von Erhard propagierte Beschränkung des Staates ließ sich politisch nicht realisieren. Im Jahre 1974 erklärte Ludwig Erhard, die Epoche der Sozialen Marktwirtschaft sei längst beendet, die aktuelle Politik sehe er von seinen Vorstellungen von Freiheit und Selbstverantwortung weit entfernt.

### Theoretische Grundlagen
Konzeptionell basiert die Soziale Marktwirtschaft u. a. auf Ideen, die in durchaus unterschiedlicher Akzentuierung von einer Reihe von Wissenschaftlern schon in den 1930er und 40er Jahren entwickelt und unter dem – heute mehrdeutigen – Ausdruck Neoliberalismus subsumiert worden sind. Für Deutschland nahm innerhalb dieser Richtung die Freiburger Schule (siehe Ordoliberalismus) eine besondere Rolle ein. Die Soziale Marktwirtschaft geht u. a. von diesen Vorstellungen aus, setzt aber zumindest andere Akzente durch einen größeren Pragmatismus, etwa hinsichtlich prozesspolitischer Beeinflussung in der Konjunkturpolitik und einer stärkeren Betonung der Sozialpolitik.
Als weiterer wichtiger Einfluss auf die Konzeption der Sozialen Marktwirtschaft kann die katholische Soziallehre beziehungsweise allgemeiner die christliche Sozialethik gesehen werden. Deren Rezeption lässt sich insbesondere bei Müller-Armack, Röpke und Rüstow feststellen. Dies gilt etwa hinsichtlich der anthropologischen Grundlegung, wo der Einfluss der christlichen Soziallehre dazu führt, dass neben das individualistische liberale Menschenbild das Bild des sozial gebundenen Menschen tritt. Die Soziale Marktwirtschaft ist indirekt durch die „protestantische Tiefengrammatik des Ordoliberalismus“ (Jähnichen) beeinflusst. In das Konzept der Sozialen Marktwirtschaft flossen zudem Vorarbeiten des Freiburger Kreises ein, an dem neben Erwin von Beckerath, Walter Eucken und Franz Böhm auch Mitglieder der Bekennenden Kirche wie Helmut Thielicke und – bei Gelegenheit – Dietrich Bonhoeffer teilgenommen hatten.
Umstritten ist, inwieweit der „liberale Sozialismus“ Franz Oppenheimers, bei dem Erhard in Frankfurt studierte und der ihn stark geprägt hat, als weiterer Einfluss auf die Entwicklung der Sozialen Marktwirtschaft gelten kann.

#### Walter Eucken
Als der bedeutendste Vordenker der Sozialen Marktwirtschaft gilt Walter Eucken. Walter Eucken forderte bereits 1942 den totalen Umbau der Wirtschaftsordnung. Dabei wandte er sich sowohl gegen eine völlig freie Wirtschaft (Laissez-faire) und gegen den sogenannten Nachtwächterstaat, als auch gegen eine staatlich gesteuerte Wirtschaft.

„[Es] besteht eine große Aufgabe darin, dieser neuen industrialisierten Wirtschaft […] eine funktionsfähige und menschenwürdige Ordnung der Wirtschaft zu geben. […] [F]unktionsfähig und menschenwürdig heißt: In ihr soll die Knappheit an Gütern […] so weitgehend wie möglich und andauernd überwunden werden. Und zugleich soll in dieser Ordnung ein selbstverantwortliches Leben möglich sein.“

Eucken entwickelte die Grundprinzipien einer Wettbewerbsordnung, die Effizienz und Freiheit durch das ungehinderte Wirken des Wettbewerbsprozesses garantiert. Die konstituierenden Prinzipien der Wettbewerbsordnung sind für Eucken ein funktionsfähiges Preissystem, Primat der Währungspolitik, freier Zugang zu den Märkten, Privateigentum an Produktionsmitteln, Vertragsfreiheit, Haftungsprinzip und eine Konstanz der Wirtschaftspolitik. Eine daraufhin ausgerichtete Politik müsse die Zusammengehörigkeit der konstituierenden Prinzipien einer solchen Wettbewerbsordnung beachten, ebenso die Interdependenz der Wirtschaftsordnung mit den anderen Lebensbereichen.
Nach Eucken gibt es Bereiche, in denen die konstituierenden Prinzipien der Wettbewerbsordnung nicht ausreichen, um die Wettbewerbsordnung funktionsfähig zu halten. Er nennt Sozialpolitik, effizienzbedingte Monopolstellungen, Einkommensverteilung, Arbeitsmärkte und Umweltproblematik. Die vier letztgenannten Bereiche decken sich mit den von Eucken herausgearbeiteten regulierenden Prinzipien. Die zur Durchsetzung der regulierenden Prinzipien erforderlichen Maßnahmen dürfen jedoch nicht durch eine punktuelle Wirtschaftspolitik erfolgen, sondern müssen sich an den Grundsätzen der Wirtschaftsverfassung ausrichten.
Eucken widmete der sozialen Frage ausdrücklich breiten Raum. Für Eucken gibt es keinen Zielkonflikt zwischen Freiheit einerseits und sozialer Sicherheit und sozialer Gerechtigkeit andererseits, da Freiheit die Voraussetzung für Sicherheit und Gerechtigkeit ist. Richtig verstandene Sozialpolitik ist für Eucken in einer Ordnungspolitik aufgehoben. Bevor der Staat tätig werde, soll die Politik den Einzelnen die Möglichkeit geben sich selbst zu sichern. Effizienzbedingte Monopolstellungen sollen durch ein unabhängiges Kartellamt verhindert werden. Die sich aus dem Wettbewerb ergebende Einkommensverteilung bedarf einer ordnungspolitischen Korrektur für Haushalte mit geringem Einkommen, etwa durch eine Einkommensbesteuerung mit progressivem Tarifverlauf. Auf dem Arbeitsmarkt kann ordnungspolitischer Handlungsbedarf beim Absinken von Löhnen unter das Existenzminimum und bei Arbeitslosigkeit entstehen. Diese Probleme seien zwar weitgehend durch optimalen Wettbewerb auf Angebots- und Nachfrageseite zu lösen. Unter bestimmten Umständen werden aber Mindestlöhne befürwortet. Eucken forderte die Entmachtung der Arbeitgeber- und Arbeitnehmerverbände, die den Arbeitsmarkt beherrschten und dadurch den Wettbewerb einschränkten. Gewerkschaften erfüllten jedoch dort eine wichtige Funktion, wo sie die Ungleichheit der Marktpositionen der Arbeiter und Unternehmer ausgleichen. In der Umweltpolitik wird staatliches Eingreifen als notwendig angesehen, um die externen Effekte zu begrenzen.
Die wichtigste wirtschaftspolitische Aufgabe des Staats war für Eucken, wirtschaftliche Machtkonzentrationen durch Monopole, Kartelle und andere Formen der Marktbeherrschung zu verhindern, ebenso problematisch sei staatliche Monopolmacht.

#### Wilhelm Röpke und Alexander Rüstow
Die Vertreter des soziologisch geprägten Neoliberalismus forderten, dass neben der Aufgabe der Gewährleistung eines funktionierenden Wettbewerbs auch gesellschafts- und sozialpolitische Ziele verfolgt werden. Sie sahen laut Gero Thalemann darin eine Verpflichtung des Staates, aktiv, aber marktkonform, in die Marktwirtschaft einzugreifen.
Nach der Überzeugung Röpkes und Rüstows ist eine Marktwirtschaft nur überlebensfähig, wenn sie auf einer ethisch-moralischen Basis existiert, die der Markt selbst nicht schafft. Röpke nennt hier menschliche Qualitäten wie Selbstdisziplin, Ehrlichkeit, Fairness und Maßhalten. Diese werden in menschlicher Gesellschaft und in der Familie vermittelt. Mit der Formel „Marktwirtschaft ist nicht alles“ warnte Röpke vor einer drohenden Entartung des Wettbewerbs, wenn man den anthropologisch-soziologischen Rahmen vernachlässige.
Das Konzept der Vitalpolitik wurde von Alexander Rüstow und Wilhelm Röpke erarbeitet. Kerngedanke ist, dass den Marktkräften die lebensdienliche Ausrichtung ordnungspolitisch vorgegeben werden muss. Sie kann nicht automatische Folge des freien Marktes sein, ist aber ethische Voraussetzung einer legitimen Marktwirtschaft. Müller-Armack konstatierte in den 1960er Jahren noch einen großen Nachholbedarf im Bereich der Vitalpolitik.

#### Weitere Einflüsse

##### Diskussion um Verhältnis zur Österreichischen Schule
Laut Gerhard Stapelfeldt berief sich Müller-Armack wesentlich auf Walter Eucken und Friedrich August von Hayek, also auf den Neoliberalismus der Österreichischen Schule der Grenznutzentheorie und auf den Ordoliberalismus, einer Variation des Neoliberalismus. Auch Ingo Pies ist der Ansicht, dass Müller-Armack bei der Konzeption der Sozialen Marktwirtschaft neben vielen anderen auch durch Ludwig von Mises und Friedrich August von Hayek beeinflusst worden sei, wobei er auf ein Schreiben von Müller-Armack verweist. Christian Watrin schreibt: „Alfred Müller-Armack entwickelte seine Konzeption unter Rückgriff auf Ansätze, die schon bei Alexander Rüstow [Freie Wirtschaft – starker Staat, 1933] zu finden sind. Gleichzeitig gehen in seine Überlegungen Arbeiten der Freiburger Kreise [Walter Eucken, Adolf Lampe, Constantin von Dietze] […], die Arbeiten von Emigranten, unter ihnen vor allem Röpke [Die Gesellschaftskrisis der Gegenwart, 1943], die Misessche Interventionismuskritik (1929), aber auch Hayeks Der Weg zur Knechtschaft (1945) ein.“ Nach Ansicht von Knut Borchardt werde gerade im Hinblick auf diesen offenen Ansatz der Sozialen Marktwirtschaft die Übereinstimmung mit den Ideen Friedrich August von Hayeks meist unterschätzt. Erhard erklärte in einer Geburtstags-Laudatio, dass „ohne Walter Eucken, Franz Böhm, Wilhelm Röpke, Alexander Rüstow, F.A. von Hayek, Alfred Müller-Armack und viele andere, die mitdachten und mitstritten“ sein eigener Beitrag zur Grundlegung der Sozialen Marktwirtschaft kaum möglich gewesen wäre. Der Erhard-Biograf Christoph Heusgen würdigte vor allem die drei Hauptvertreter des Neoliberalismus Hayek, Röpke und Eucken als geistige Quellen von Erhards Ideen und Taten.
Kathrin Meier-Rust kommt zu dem Ergebnis, dass die Theorien der Alt- bzw. Paläoliberalen von Mises und von Hayek mit denen der Neoliberalen (im historischen Sinn) wie Eucken, Rüstow und Röpke inkompatibel sind. Sie verweist auf einen Brief Rüstows an Röpke in dem Ersterer schrieb, man habe den Altliberalen „so vieles vorzuwerfen, haben [wir] in solchem Maße einen anderen Geist wie sie, dass es eine völlig verfehlte Taktik wäre […] uns mit dem Ruf der Verranntheit, Überholtheit und Abgespieltheit zu bekleckern, der ihnen mit vollem Recht anhaftet. Diesen ewig gestrigen frisst kein Hund mehr aus der Hand, und das mit Recht.“ Hayek und „sein Meister Mises gehören in Spiritus gesetzt ins Museum als eines der letzten überlebenden Exemplare jener sonst ausgestorbenen Gattung von Liberalen, die die gegenwärtige Katastrophe heraufberschworen haben.“ Die Unvereinbarkeit sieht auch Sybille Tönnies. Nach Gero Thalemann sind die Vorstellungen Müller-Armacks mit denen Hayeks nicht zu vereinbaren, da Müller-Armack davon ausging, dass die Marktwirtschaft alleine nicht in der Lage sei, soziale Gerechtigkeit zu garantieren. Hayek hingegen war der Ansicht, dass eine Politik der Verteilungsgerechtigkeit den Rechtsstaat zerstöre. Anders als Hayek, der jede Anwendung des Gerechtigkeitsbegriffs zur Bewertung konkreter Verteilungsergebnisse (z. B. die Forderung nach einer gerechteren Einkommensverteilung) entschieden ablehnte, rekurrierten laut Wilga Föste die Vordenker der Sozialen Marktwirtschaft im Zusammenhang mit der Verteilungsfrage explizit auf den Begriff der sozialen Gerechtigkeit, wobei sie mit dem Begriff vor allem den Gedanken der kommutativen Tauschgerechtigkeit verbanden. Joachim Starbatty schließt aus der einvernehmlichen Haltung gegenüber einer sozialpolitischen Überfrachtung der Sozialen Marktwirtschaft, dass die ordnungspolitischen Differenzen zwischen Hayek und den anderen Vertretern der Sozialen Marktwirtschaft nicht so gravierend gewesen seien, wie gelegentliches ordnungspolitisches Waffengetöse glauben machen könne. Die Differenzen zwischen Hayek und den Vertretern der Sozialen Marktwirtschaft begännen erst da, wo letztere einen Umverteilungsbedarf sehen. Als Beispiel zitiert Starbatty Walter Eucken mit dem Satz „Die Ungleichheit der Einkommen führt dahin, dass die Produktion von Luxusprodukten bereits erfolgt, wenn dringende Bedürfnisse von Haushalten mit geringem Einkommen noch Befriedigung verlangen. Hier also bedarf die Verteilung, die sich in der Wettbewerbsordnung vollzieht, der Korrektur.“ Für Hayek sei es nach Reinhard Zintl dagegen wichtig gewesen, dass es bei der Umverteilung nicht um die Korrektur vermeintlicher Ungerechtigkeiten des Wettbewerbsprozesses gehe, sondern um kollektive Verantwortung. Der Umfang des politisch als notwendig Erachteten könne dabei für Hayek in prosperierenden Gesellschaften legitimerweise weit über dem physischen Existenzminimum liegen, so Zintl. Ein weiterer Unterschied zu den Vorstellungen der Österreichischen Schule um Mises und Hayek besteht darin, dass diese dem Wettbewerb der Individuen als Entdeckungsverfahren weit mehr vertrauten als staatlicher Rahmensetzung. Als Ordnungsgröße spielte der Staat bei ihnen eine wesentlich geringere Rolle.
Hayek empfand ausgesprochene Sympathie für die Leistungen von Ludwig Erhard bei der „Wiederherstellung einer freien Gesellschaft in Deutschland“, war aber keineswegs auf der Linie der Vordenker der Sozialen Marktwirtschaft wie Eucken oder Müller-Armack und in offenem Streit mit Röpke und Rüstow. Martin Nonhoff, Alan O. Ebenstein, Ralf Ptak, Reinhard Zintl, Chíaki Nishiyama, Kurt R. Leube und viele andere zitieren Hayek mit dem Satz, dass er das Sprechen von der Sozialen Marktwirtschaft bedauerte, obwohl es hierdurch einigen seiner Freunde gelungen sei, dank diesen Sprachgebrauchs die Art von liberaler Gesellschaftsordnung, für die er eintrete, weiteren Kreisen schmackhaft zu machen. Laut Martin Nonhoff sei Hayeks präferierte Ordnung eine spontane Wirtschaftsordnung, also eine möglichst ohne jede staatliche Lenkung und Maßregelung. Demgegenüber betone Oswald von Nell-Breuning, dass „mit dem Bekenntnis zur ‚Sozialen Marktwirtschaft‘ stets auch die Überzeugung einhergehe, daß es möglich und erforderlich ist, die Wirtschaft zu lenken“, so Martin Nonhoff. Er schließt daraus, dass „das Konglomerat möglicher Vorgänger der Konzeption der Sozialen Marktwirtschaft“ nicht nur voller Reibungspunkte sei, sondern auch voller formidabler Gegensätze, die die Suche nach einer eigentlichen Bedeutung der „Sozialen Marktwirtschaft“ auch am ideengeschichtlichen Ursprung scheitern lasse. Nach Otto Schlecht leugne Hayek nicht, dass der Staat in jedem Wirtschafts- und Gesellschaftssystem eine bedeutende Rolle zu spielen habe. Allerdings habe Hayek schlichtweg bestritten, dass es eine Soziale Marktwirtschaft überhaupt geben könne, denn eine Soziale Marktwirtschaft sei eben keine Marktwirtschaft. Laut Ralf Ptak sollte Hayeks Kritik an der Bezeichnung „Soziale Marktwirtschaft“ nicht als Ablehnung des ordoliberalen Ansatzes interpretiert werden, vielmehr sei es Hayek darum gegangen, dass dieser Sprachgebrauch zu einer Aufblähung des Wohlfahrtsstaates führen könne. Nach Josef Drexl hingegen hielt Hayek den Wohlfahrtsstaat und damit auch die Soziale Marktwirtschaft deutscher Prägung für einen Mischmasch inkonsistenter Ziele. Der Sozialstaat kollidiere mit einem Grundgedanken Hayeks, nämlich der spontanen Ordnung, nach der das Ergebnis wirtschaftlichen Handelns als solches nicht bewertbar sei und deshalb nicht von sozialstaatlicher Politik vorherbestimmt werden dürfe. Für Ludwig Erhard war „nichts unsozialer als der Wohlfahrtsstaat […], der die menschliche Verantwortung erschlaffen und die individuelle Leistung absinken läßt.“ Die Konzeption der Sozialen Marktwirtschaft (durch Müller-Armack) lässt sich nach Ansicht von Harald Jung aber jedenfalls nicht für eine Ablehnung sozialer Gerechtigkeit als normative Zielgröße im Sinne Hayeks in Anspruch nehmen.
Nach einer persönlichen Erinnerung von Joachim Starbatty habe es bei Gelegenheit eines Kolloquiums in Köln eine Gelegenheit gegeben, bei der Müller-Armack und Hayek „Arm in Arm“ eine „sozialpolitische Überfrachtung“ der Sozialen Marktwirtschaft, die von allen Parteien betrieben worden sei, kritisiert haben. Starbatty schloss aus der Beobachtung, dass die ordnungspolitischen Differenzen „zwischen Müller-Armack, Ludwig Erhard, Walter Eucken, Alexander Rüstow und Franz Böhm einerseits und Friedrich August von Hayek andererseits doch nicht so gravierend waren, wie gelegentliches ordnungspolitisches Waffengetöse uns glauben machen könnte“.
Friedrich Kießling und Bernhard Rieger betonen eine zunehmende Entfremdung, die sich auch in der Mont Pelerin Society zeigte, wo sich zwei Flügel bildeten. Der sich radikalisierende amerikanische Flügel um von Hayek, von Mises und Friedman befürwortete eine „adjektivlose“ Marktwirtschaft ohne Staatseingriffe. Demgegenüber stand der vornehmlich von Rüstow, Röpke und Müller-Armack repräsentierte deutsche Flügel, der für die Soziale Marktwirtschaft und eine aktivere Verantwortung des Staates als umfassende Sozial-, Vital- und Gesellschaftspolitik eintrat. Diese warfen dem amerikanischen Flügel Verrat an den eigentlichen Zielen des Neoliberalismus vor und betonten die Gefahren eines moralisch „abgestumpften und nackten Ökonomismus“.

##### Diskussion um Verhältnis zum Sozialismus
Der liberale Sozialist Franz Oppenheimer wird zu den Vordenkern der Sozialen Marktwirtschaft gezählt. Zu seinen Schülern zählten die Gründerväter der Sozialen Marktwirtschaft Ludwig Erhard und Walter Eucken. Zu seinem Diskussionskreis zählten weiterhin auch Franz Böhm und Alexander Rüstow. Anders als Oppenheimer konnte sich Ludwig Erhard eine Wirtschaft ohne Privateigentum nicht vorstellen. Doch von den Werten des „sozialen Liberalismus“ Erhards, des Wettbewerbs, der sozialen Verantwortung, des Kampfes gegen Kartelle und Monopole, des Abbaus von Handelsschranken, des freien Geld- und Kapitalverkehrs und die Vorstellung von einem vereinten Europa (dem „Europa der Freien und Gleichen“) lässt sich einiges auf den Einfluss Oppenheimers zurückführen. Der Akzent hat sich nach einer Aussage Erhards vom „liberalen Sozialismus“ hin zu einem „sozialen Liberalismus“ verschoben. Ludwig Erhard erklärte in einer Gedenkrede (1964): „Etwas hat mich so tief beeindruckt, daß es für mich unverlierbar ist, nämlich die Auseinandersetzung mit den gesellschaftspolitischen Fragen unserer Zeit. Er erkannte den »Kapitalismus« als das Prinzip, das zur Ungleichheit führt, ja das die Ungleichheit geradezu statuiert, obwohl ihm gewiß nichts ferner lag als eine öde Gleichmacherei. Auf der anderen Seite verabscheute er den Kommunismus, weil er zwangsläufig zur Unfreiheit führt. Es müsse einen Weg geben – einen dritten Weg –, der eine glückliche Synthese, einen Ausweg bedeutet. Ich habe es, fast seinem Auftrag gemäß, versucht, in der Sozialen Marktwirtschaft versucht, einen nicht sentimentalen, sondern einen realistischen Weg aufzuzeigen“. Laut Volker Hentschel seien liberaler Sozialismus und soziale Marktwirtschaft „von ihren gedanklichen Ursprüngen her grundverschiedene Dinge und wurden von Erhards wirtschaftspolitischem Konzept nicht miteinander vermittelt“. Bernhard Vogt sieht Franz Oppenheimer als den vielleicht wichtigsten Vordenker der Sozialen Marktwirtschaft.
Laut Werner Abelshauser sah Müller-Armack im Gegensatz zu Erhard durchaus eine sinnvolle Verbindung einer aktiven Sozial- oder einer sozialistischen Wirtschaftspolitik mit einer Marktwirtschaft. Ralf Ptak sieht eine eindeutige Gegenposition zum Sozialismus: „Mit der Aktivierung der alten neoliberalen These vom unaufhaltsamen Transformationscharakter des Sozialstaates, der aggressiven Frontstellung gegen den Sozialismus und einer wieder stärkeren Betonung der ordnungspolitischen Grundsätze wurde die Soziale Marktwirtschaft durch Müller-Armack konzeptionell auf ihre Ursprünge im Neoliberalismus zurückgeführt. Dabei meinte das Feindbild des Sozialismus in erster Linie den demokratischen Sozialismus in Gestalt der westeuropäischen Sozialdemokratie und den aufkommenden Eurokommunismus.“ Müller-Armack, der 1947 noch „mehr Sozialismus mit mehr Freiheit“ verbinden wollte, grenzte sich später deutlicher vom freiheitlichen Sozialismus ab. Müller-Armack wurde dennoch mit einer Konzeption des freiheitlichen Sozialismus in Verbindung gebracht, ähnlich den Vorstellungen von Gerhard Weisser. Dies war laut dem Müller-Armack-Biografen Rolf Kowitz eine Unterstellung, die in der anhaltenden Diskreditierung des Manchesterliberalismus begründet war, der eine Kombination der Begriffe „Marktwirtschaft“ und „sozial“ wirkungsgeschichtlich nicht zugelassen hätte. Noch 1955 hätten diese begrifflichen Schwierigkeiten bestanden, so dass Müller-Armack sich genötigt gesehen habe, sich deutlich von Weisser abzugrenzen: „Die Soziale Marktwirtschaft ist primär eine Marktwirtschaft und daher mit freiheitlichem Sozialismus, mit den primären Bindungssystemen mit eingestreuter wirtschaftlicher Freiheit nicht zu verwechseln. Es bestehen da große Unterschiede.“

### Das Konzept in der Diskussion
Hans-Rudolf Peters kritisiert: „Das Konzept der Sozialen Marktwirtschaft lädt aufgrund seiner weitgehenden Konturlosigkeit und Dehnbarkeit im sozialen Teil geradezu zum sozialpolitischen Mißbrauch für wahlopportunistische Zwecke und zum Wählerstimmenfang ein und kann damit zu einer schleichenden Sozialisierung führen, welche letztlich die Grundlagen der Marktwirtschaft zerstört.“ Ludwig Erhard habe „die Gefahren eines ausufernden Sozialstaates“ früh und deutlich erkannt; ein Verzicht auf den populären Politikslogan Soziale Marktwirtschaft für seine Ordnungspolitik hätte „sicherlich mehr Klarheit geschaffen“.
Heinz Grossekettler ist der Auffassung, dass der Ausdruck Soziale Marktwirtschaft oft als Marktwirtschaft mit starker Umverteilungskomponente begriffen wird. Dies hätten ihre theoretischen Begründer aber nicht im Sinn gehabt.
Ralf Ptak ist der Ansicht, dass die Angriffe auf Müller-Armack nur das „eigentliche strategische Dilemma des deutschen Neoliberalismus“ in der Debatte zur Nachkriegsentwicklung der Sozialen Marktwirtschaft überdeckten. „Einerseits soll die außergewöhnliche Wachstumsperiode der Nachkriegszeit als Ergebnis der Wirtschaftspolitik der Sozialen Marktwirtschaft herausgestellt werden, die dann als weitgehend identisch mit den ordnungspolitischen Grundsätzen des ‚neuen‘ Liberalismus interpretiert wird. Andererseits gilt es, die faktische Entwicklung der Bundesrepublik zum Sozialstaat als Beginn des Wirtschaftlichen Abstiegs zu verurteilen, der durch die inkonsequente Ordnungspolitik einer auf Kompromiß ausgerichteten Sozialen Marktwirtschaft eingeleitet“ worden sei. „Tatsache aber ist, dass sich sowohl Müller-Armacks Konzeption der Sozialen Marktwirtschaft wie auch die auf sie gestützte Wirtschaftspolitik genau zwischen diesen Polen bewegt hat“.
Friedhelm Hengsbach ist der Auffassung, dass „der marktradikale Bezugspunkt der Konzeption“ der Sozialen Marktwirtschaft, die „idealtypische Konstruktion des vollkommenen Marktes“ sei. Die Phantasie von der unsichtbaren Hand, von dem Signalapparat beweglicher Preise, von rationalen Entscheidungen souveräner Konsumenten und von Märkten die unter dem Entdeckungsverfahren des Wettbewerbs machtbefreit sind, erfreue zwar die Leser. Sie belege aber auch, dass die Konzeption des Leitbildes nicht auf praxisnaher Forschung, sondern auf einer Ableitung aus apriorischen Prämissen beruht, also ein reines Konstrukt sei. Dies mache es fast unvermeidbar, dass der Begriff Soziale Marktwirtschaft zur „politischen Kampfformel“ entarte. Er verweist auf die politischen Initiativen einer „neuen sozialen Marktwirtschaft“, die selektiv einzelne Bestandteile der ursprünglichen und geschichtlich angereicherten Konzeption herauspicken, um mit diesen politische Gegner zu bekämpfen.
Die Wirtschaftswissenschaftler Stefan Kolev und Nils Goldschmidt, beide Verfechter des Konzepts, berichten, dass die Soziale Marktwirtschaft unter ihren Studenten „bestenfalls noch als Windbeutel wahrgenommen“ werde: „inhaltlich hohl, mit viel Platz für Schaumschlägerei“.

## Soziale Marktwirtschaft als Wirtschaftsordnung der Bundesrepublik Deutschland

### Allgemeine Gestaltungsmerkmale

#### Flexibilität und Kontinuität
Nach Abelshauser ist die Soziale Marktwirtschaft trotz der in der Praxis gezeigten wirtschaftspolitischen Flexibilität durch drei Besonderheiten gekennzeichnet, die sie aus der Beliebigkeit rasch wechselnder Modelle der Wirtschaftspolitik herausheben.
- Sie nutzt weit mehr als andere Wirtschaftsordnungen die Symbiose zwischen Markt und Staat, um den Wettbewerb funktionsfähig und sozialdienlich zu machen.
- Sie unterstützt eine Strategie der produktiven Ordnungspolitik. Neben der Außenwirtschaft ist die Infrastrukturpolitik im weitesten Sinne, regionale Entwicklungspolitik und eine berufsorientierte Bildungs- und Ausbildungspolitik eine Aufgabe des Staates als wichtigem immateriellen Produktionsfaktor. Gleichzeitig sorgt sie auch dafür, dass wachsende Staatsaufgaben nicht zwangsläufig zu wachsenden Staatsausgaben führen (der Anteil der Staatsausgaben – ohne Sozialversicherungen – blieb seit Ende des Ersten Weltkrieges relativ stabil zwischen 20 und 25 %).
- Sie ist spezifisch auf die Bedürfnisse des sozialen Systems der Produktion, wie es sich in Deutschland herausgebildet hat (Verbandskoordination, Mitbestimmung, Duale Berufsausbildung etc.), zugeschnitten.

#### Sozialpartnerschaft
Als ein dem sozial-irenischen Charakter der Sozialen Marktwirtschaft entsprechendes Leitbild ist in den 1950er Jahren von den Ordoliberalen, wie auch in der christlichen Soziallehre die Idee der Sozialpartnerschaft angesehen worden, die später in verschiedenen Gesetzeswerken verwirklicht wurde. Sie gilt mittlerweile als wesentliches Element der Sozialen Marktwirtschaft.
Ludwig Erhard hingegen kritisierte immer wieder die „sogenannten Sozialpartner“, die um die Verteilung des Sozialproduktes rangen, wodurch er das Gemeinwohl bedroht sah. Nach Ansicht von Tim Schanetzky zeigt sich hier Erhards Überhöhung des Staates als Wahrer des Gemeinwohls und dessen Misstrauen vor „Gruppenegoismen“.
Die in der Weimarer Republik bestehenden Regelungen über Tarifautonomie und betriebliche Mitbestimmung waren von den Nationalsozialisten 1933 aufgehoben worden. Bereits die Verwaltung der Bizone hatte mit dem Tarifvertragsgesetz die Tarifautonomie wiederhergestellt. Diese Regelung wurde von der Adenauer-Regierung übernommen. In seiner Regierungserklärung vom 20. September 1949 stellte Konrad Adenauer klar, dass bei der Verwirklichung der Sozialen Marktwirtschaft eine zeitgemäße Neuordnung der Rechtsbeziehungen zwischen Arbeitgebern und Arbeitnehmern erreicht werden müsse. Als weiteres Element der Sozialpartnerschaft kam das Betriebsverfassungsgesetz vom 11. Oktober 1952 hinzu, das die Mitbestimmung der Arbeitnehmervertreter in persönlichen, wirtschaftlichen und sozialen Angelegenheiten regelte. In den 1970er Jahren wurden von der Sozialliberalen Regierung zur Humanisierung der Arbeitsprozesse mit der Novellierung des Betriebsverfassungsgesetzes von 1972 und dem Mitbestimmungsgesetz von 1976 noch weitergehende Regelungen getroffen.
Die Gewerkschaften hatten die Soziale Marktwirtschaft in der Gründungsphase zunächst zu bekämpfen versucht und eine andere Wirtschaftsordnung angestrebt. In der Praxis der Sozialen Marktwirtschaft ist es jedoch gelungen, die Gewerkschaften gerade durch die Mitbestimmungsmöglichkeiten in die wirtschaftspolitischen Prozesse einzubinden. Umgekehrt haben die Gewerkschaften in der Sozialpartnerschaft an der Ausgestaltung der Sozialen Marktwirtschaft mitgewirkt. Lohnfortzahlung im Krankheitsfall, Sozialpläne, erweiterte Mitbestimmungsrechte und Mindestlöhne gehören zu den sozialen Errungenschaften, welche zur allgemeinen Popularität der Sozialen Marktwirtschaft beitrugen.
In einem Aufsatz für die Frankfurter Allgemeine Zeitung resümiert der Arbeitsrechtler und Publizist Bernd Rüthers: „Meine These: Soziale Marktwirtschaft und Sozialpartnerschaft gehören zusammen. Das eine ist eine notwendige Grundlage des anderen.“ Karl-Heinz Paqué hält die Tarifautonomie und den Sozialstaat für „konstitutive Elemente“ und „Säulen der Sozialen Marktwirtschaft“. Mitbestimmung als ein Kernbestand der Sozialpartnerschaft bindet, Birger Priddat zufolge, die Partner an den Kooperationszweck: „Aufrechterhaltung einer sozialen Marktwirtschaft“.
Der Präsident der Bundesvereinigung der Deutschen Arbeitgeberverbände, Ingo Kramer, äußerte sich anlässlich des 40. Jahrestages des Mitbestimmungsgesetzes von 1976: „Die Mitbestimmung ist Ausdruck des deutschen Verständnisses der Sozialpartnerschaft im Rahmen der Sozialen Marktwirtschaft, die ein Fundament unseres Gesellschaftssystems ist.“

#### Deutschland AG
Die Deutschland AG fußte auf der organisatorischen Doppelstruktur von Aktiengesellschaften, deren operative Leitung dem Vorstand unterliegt, Grundsatz- und wichtige Personalentscheidungen aber im Aufsichtsrat gefällt werden. Diese Doppelstruktur ermöglichte strategische Netzwerke, institutionalisierte kommunikative Netzwerke leitender, in der Unternehmensführung eng verbundener Mitspieler aus Wirtschaft, Politik und Wissenschaft. Indem Bankenvertreter im Aufsichtsrat das Unternehmen besser kontrollieren konnten, wird andererseits auch eine langfristige Stabilität der Finanzierung durch eine Hausbank bzw. durch die von der Bank vertretenen Aktionäre gesichert. Als Folge orientierten sich Anleger bis Ende der 1980er Jahre weniger am Prinzip des kurzfristig orientierten Shareholder value, sondern verhielten sich eher wie Gesellschafter eines Familienunternehmens, deren Anlagemotiv nicht kurzfristiger Ertrag, sondern die Optimierung der langfristigen Gewinnerzielung durch Substanzvermehrung „ihres“ Unternehmens ist. Dadurch erhielt die westdeutsche Großindustrie bis Anfang der 1990er Jahre eine eher auf langfristige Nachhaltigkeit gerichtete Perspektive.

#### Weitere Gestaltungsmerkmale
Allgemeine Gestaltungsmerkmale der sozialen Marktwirtschaft als Wirtschaftsordnung der Bundesrepublik Deutschland sind vor allem die freie Preisbildung für Güter und Leistungen, das Gewinnstreben als Leistungsanreiz, eine unabhängige Zentralbank, die Tarifautonomie, eine aktive staatliche Wirtschafts-, Konjunktur-, Steuer- und Bildungspolitik und ein Soziales Netz, das vor wirtschaftlicher Not schützt, wenn eine Eigenversorgung nicht möglich ist.
Die staatliche Wirtschaftspolitik erfolgt einerseits durch Ordnungspolitik und andererseits durch Prozesspolitik. Die Ordnungspolitik hat zum Ziel, den Marktprozessen einen rechtlichen und institutionellen Rahmen zu setzen und Marktmängel zu korrigieren. Die Prozesspolitik hat zum Ziel, eine Stabilitätspolitik im Sinne des Magischen Vierecks und einer Korrektur der Einkommens- und Vermögensverteilung sowie der Chancenverteilung in Deutschland über Steuertarife und sozial differenzierende Staatsleistungen sowie die Arbeits- und Sozialgesetzgebung.

### Entwicklung

#### Vorgeschichte
In der Bevölkerung waren in der unmittelbaren Nachkriegszeit Gemeinwirtschaftansätze durchaus populär. Zaghafte Ansätze wurden jedoch seitens der USA blockiert. Auch prägte sozialistische Rhetorik die Parteiprogramme der SPD, die den „freiheitlichen Sozialismus“ anstrebte, sowie der CDU, die einen „christlichen Sozialismus“ propagierte. Im Nachhinein entstand der Eindruck, dass in der Nachkriegszeit die Freie Marktwirtschaft der Zentralverwaltungswirtschaft gegenüber stand. Tatsächlich lagen die Positionen der Experten und politischen Parteien aber enger zusammen. Bereits seit der Weltwirtschaftskrise (1929) war der laissez-faire Liberalismus vollends diskreditiert. Aber auch marktwirtschaftsskeptische Ansätze spielten seit Überwindung der Weltwirtschaftskrise kaum noch eine Rolle. Die ordnungspolitische Alternative hatte sich in Deutschland bereits Mitte der 1930er Jahre auf die Alternativen zwischen „gelenkter Marktwirtschaft“ reformliberalen Ursprungs und der „marktwirtschaftlichen Lenkungswirtschaft“ keynesianischen Typs verengt. Die Soziale Marktwirtschaft ist keineswegs eine spontane Idee der Nachkriegszeit, sondern das Resultat eines gesellschaftlichen Lernprozesses, der durch die Weltwirtschaftskrise der 1930er Jahre angestoßen wurde.

#### Phase der Dominanz des Ordoliberalismus (1948–1966)

##### Weichenstellungen der Wirtschaftspolitik

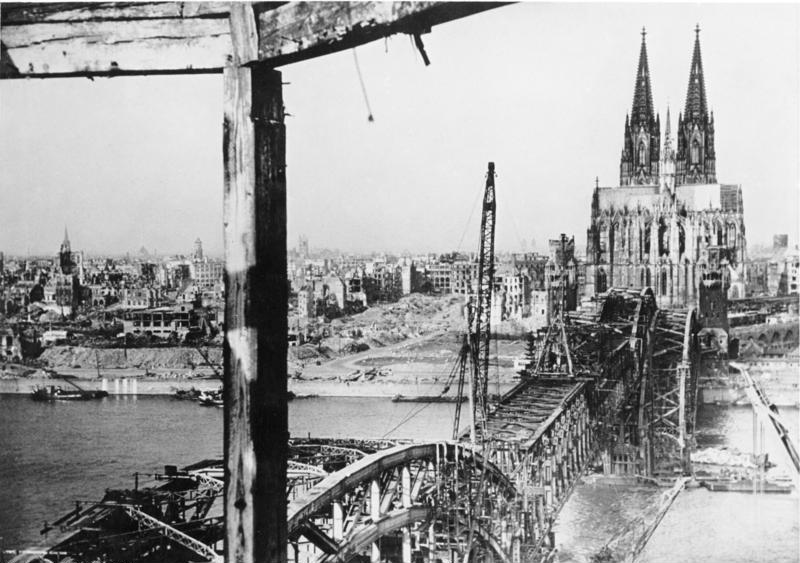
Wiederaufbau der Dom-Brücke im kriegszerstörten Köln. Nach der Fertigstellung rollten wieder täglich 360 Züge über die Brücke.

In der Notzeit nach dem Zweiten Weltkrieg war das noch von der Kriegswirtschaft herstammende Bewirtschaftungssystem fast unverändert weitergeführt worden. Planung und Lenkung der Wirtschaft wurden damals als Notbehelfe eingesetzt, um ein Wirtschaftsleben überhaupt erst wieder in Schwung zu bringen. So war die ernährungspolitische Lenkung in der „Zeit der 1000 Kalorien“ (tatsächlich: 1000 kcal) für weite Bevölkerungsteile im wörtlichen Sinne überlebensnotwendig. Als bayerischer Wirtschaftsminister schrieb Ludwig Erhard, dass auf Regulative der Bewirtschaftung und Preisüberwachung nicht verzichtet werden könne, solange das Missverhältnis zwischen verfügungsfreier Kaufkraft und genussreifem Sozialprodukt bestehe.

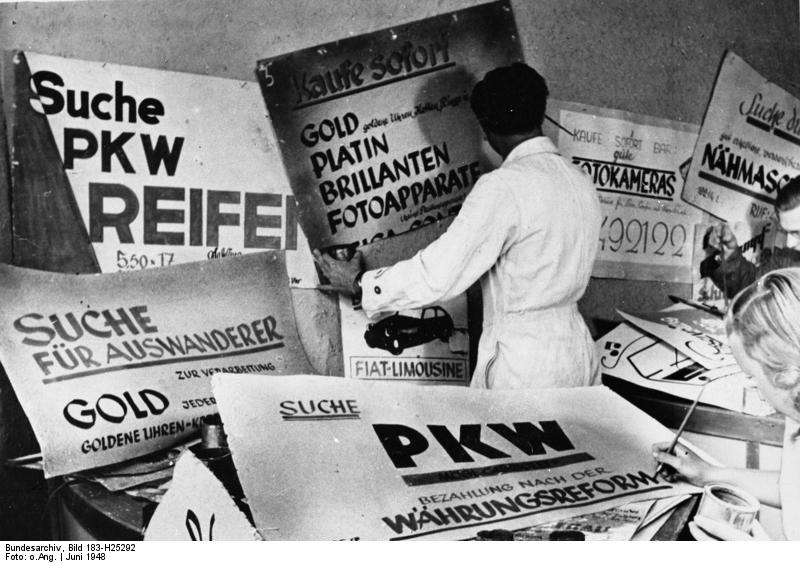
Werbegraphiker bei der Arbeit an neuen Plakaten. Die Wirtschaft Westdeutschlands richtet sich für den Tag der Währungsreform ein.

Anders als die Wohnungsinfrastruktur war die Industriesubstanz Deutschlands durch den Zweiten Weltkrieg und die Reparationen nicht wesentlich zerstört. Das Bruttoanlagevermögen war bis 1948 auf den Stand von 1936 gefallen, wobei es sich aber überwiegend um relativ junge, weniger als 10 Jahre alte Anlagen handelte. Die Industrieproduktion erreichte hingegen nur weniger als die Hälfte des Wertes von 1936. Im Jahr 1947 wurden in der amerikanischen und britischen Besatzungszone Maßnahmen ergriffen, um die kriegszerstörte Verkehrsinfrastruktur wiederherzustellen. Ab Herbst 1947 stieg die Produktion an, die Versorgungslage der Bevölkerung besserte sich jedoch nicht, da in Erwartung einer Währungsreform in großem Umfang auf Lager produziert wurde. Als Direktor des Zweizonen-Wirtschaftsrates verfügte Erhard 1948 in unmittelbarem Zusammenhang mit der Währungsreform durch die Alliierten am 20. Juni 1948 eine gestaffelte Freigabe der Preise. Gemäß dem von dem ordoliberalen Leonhard Miksch erarbeiteten „Leitsätzegesetz“ wurden zunächst die Preise für Konsumgüter und später die Preise für industriewichtige Güter, Heiz- und Lebensmittel freigegeben. Kurz nach der Währungsreform waren die Schaufenster plötzlich prall gefüllt, da die gehorteten Waren nun gegen stabiles Geld eingetauscht werden konnten. Die Zeitgenossen verblüffte dies so sehr, dass viele die Währungsreform als die eigentliche Initialzündung für das Wirtschaftswunder ansahen. Tatsächlich war die Währungsreform notwendig, relativierend ist jedoch festzuhalten, dass der dynamische Wirtschaftsaufschwung bereits im Jahr 1947 begann (von Januar 1947 bis Juli 1948 stieg die Industrieproduktion gemessen an dem Niveau von 1936 von 34 % auf 57 %, von der Währungsreform bis zur Gründung der Bundesrepublik stieg die Industrieproduktion auf 86 %). Mit Freigabe der Preise kam es zu der sogenannten Durchbruchskrise. Die Lebenshaltungskosten stiegen schneller als die Stundenlöhne und die Arbeitslosigkeit stieg von 3,2 % bis Anfang 1950 auf 12,2 %. Die soziale Komponente der Sozialen Marktwirtschaft bestand in dieser Zeit im Wesentlichen aus dem bereits bestehenden System von Sozialversicherungen, die nach Beobachtung von Henry C. Wallich die Situation „sozial gerade noch tragbar erscheinen“ ließ. Die Situation auf dem Arbeitsmarkt entspannte sich im Zuge des weltweiten Wirtschaftsbooms infolge des Koreakrieges. Allerdings forderten die Alliierte Hohe Kommission, dass Deutschland seinen Beitrag zur westlichen Verteidigungsbereitschaft leistet, indem die noch freien Kapazitäten zur Stahlerzeugung bevorzugt ausgebaut werden sollten. Dies brachte Ludwig Erhard in Verlegenheit, der die Planungsstäbe im Bundeswirtschaftsministerium zwischenzeitlich abgebaut hatte. In dieser Situation ergriffen die Spitzenverbände der Wirtschaft und die Gewerkschaften die Initiative und bildeten (im Einvernehmen mit dem Bundeswirtschaftsminister) ein Einkaufskartell, das Rohstoffe von der Konsumgüterindustrie und zur Schwerindustrie lenkte. So füllten sie die Lenkungslücke aus, welche die Wirtschaftspolitik Erhards bewusst gelassen hatte und stärkten ihren Einfluss erheblich. Damit veränderten sich die Rahmenbedingungen für die Soziale Marktwirtschaft grundlegend, wobei die Koreakrise die Renaissance der korporativen Marktwirtschaft beschleunigte.
Nach Gründung der Bundesrepublik Deutschland wurden weitere wichtige ordnungspolitische Weichenstellungen getroffen. So z. B. die Verankerung der Tarifautonomie durch das Tarifvertragsgesetz von 1949 und die Regelung der betrieblichen Mitbestimmung (in sozialen und personellen Fragen) und Mitwirkung (in wirtschaftlichen Fragen) der Arbeitnehmer durch das Betriebsverfassungsgesetz (1952). Die gewerkschaftliche Konzeption zur Neuordnung der Wirtschaft mit ihrem Kernelement der wirtschaftlichen Mitbestimmung und die ordoliberale Konzeption der Sozialen Marktwirtschaft standen sich in der ersten Dekade der Bundesrepublik diametral gegenüber. Das Bundesbankgesetz von 1957 gab der Deutschen Bundesbank die Preisniveaustabilität als wichtigstes Ziel vor. Allerdings führte die Teilnahme am Bretton-Woods-System von 1949 bis 1973 dazu, dass die Deutsche Bundesbank häufig zur Stützung der festen Wechselkurse Devisenankäufe tätigen musste, was die Geldmenge und damit die Inflation erhöhte, gleichzeitig aber auch zu einer Unterbewertung der DM und damit zu günstigen Exportbedingungen führte. Eine tatsächliche Priorität hatte die Preisniveaustabilität erst ab 1973. Die chronische Unterbewertung der D-Mark bis 1973 trug stark zum Aufstieg der deutschen Automobilindustrie bei.
Die Schaffung vollkommener Konkurrenz durch Bekämpfung von Marktmacht war ein zentrales Anliegen der Ordoliberalen, das von Miksch auch im Bundeswirtschaftsministerium vertreten wurde. Der Widerstand der deutschen Industrie gegen die ersten Entwürfe des Wettbewerbsrechts war jedoch rigoros und erfolgreich. Er wurde dabei nicht nur vom Eigennutz der Konzerne getragen, sondern auch von der realen Gefahr, dass die radikale Unterbindung des wirtschaftlichen Konzentrationsprozesses durch eine strikte Wettbewerbspolitik aufgrund des Skaleneffekts die internationale Wettbewerbsfähigkeit der deutschen Industrie gegenüber ausländischen Großkonzernen gefährdet hätte. Die „naive“ Vorstellung der ordoliberalen Wirtschaftsutopie von einer Marktwirtschaft, die aus kleinen und mittleren Unternehmen besteht, wurde als Gefahr für die deutsche Exportwirtschaft und die wirtschaftliche Erholung insgesamt angesehen. 1958 wurde schließlich das Gesetz gegen Wettbewerbsbeschränkungen erlassen und das Bundeskartellamt gegründet, um dem Leitbild des freien Wettbewerbs zu dienen. Kartelle wurden im Prinzip verboten, es wurden aber Ausnahmen für Konditionen-, Rabatt-, Auslands-, Strukturkrisen-, Export- und Rationalisierungskartelle gemacht. Von ordoliberalen Vorstellungen war dies jedoch weit entfernt. Franz Böhm erkannte die Niederlage in dem Bereich, der nach ordoliberaler Vorstellung das Kernelement deutscher Wirtschaftsordnung hätte werden sollen, öffentlich an. 1949 erklärte Miksch gegenüber Walter Eucken: „Wir müssen nun ernsthaft daran denken, von dem gegenwärtigen Regierungskurs deutlich abzurücken. Das Kabinett Adenauer erweist sich immer mehr als eine Interessenregierung. Landwirtschaftliche und schwerindustrielle Einflüsse haben sich vereinigt. Wir können nicht länger zusehen. Man wird später sagen, es seien unsere Ideen gewesen.“

##### Weichenstellungen der Sozialpolitik
In der Anfangszeit der Sozialen Marktwirtschaft bestand das vorgefundene soziale Sicherungsnetz weiter, das im Wesentlichen aus dem System der deutschen Sozialversicherungen bestand, das in den 1880er Jahren von Bismarck gegründet und seitdem verschiedentlich ausgebaut worden war. Mit einer Sozialleistungsquote von 15 % gehörte Deutschland in die Spitzengruppe der europäischen Länder. Die Entscheidung über die Ausgestaltung der sozialen Dimension der Sozialen Marktwirtschaft bahnte sich in der Frage der Rentenreform an. Die kapitalgedeckte gesetzliche Rentenversicherung war durch Hyperinflation und geräuschlose Kriegsfinanzierung weitgehend entwertet worden. Um die Existenzsicherung der Rentner sicherzustellen, musste die Rentenversicherung auf eine neue Basis gestellt werden. Zur Diskussion standen der Volkskapitalismus, die Umstellung auf einen Wohlfahrtsstaat nach britisch-skandinavischem Vorbild und die effizientere Ausgestaltung der bismarckschen Sozialversicherungen hin zum modernen Sozialstaat.
Nach Erhards Vorstellung sollte eine richtig geordnete Marktwirtschaft Wohlstand für Alle verheißen. Mit dem sogenannten Volkskapitalismus sollte eine breite Vermögensbildung gefördert werden. Seine Zielvorstellung war die Utopie einer entproletarisierten Gesellschaft von Eigentumsbürgern die keiner Sozialversicherungen mehr bedürfen. Nach Lutz Leisering und Werner Abelshauser entwickelte Erhard das Konzept des Volkskapitalismus als Gegenkonzept zum Sozialstaat Bismarckscher Prägung. Gegen diese Sichtweise spricht nach Aussage von Hans Günter Hockerts jedoch, dass Erhard in den Kabinettsberatungen die Rentenreform nicht grundsätzlich abgelehnt habe. Er lehnte zwar die Kopplung der Rente an die Tariflohnentwicklung ab, befürwortete aber durchaus eine deutliche Erhöhung des Rentenniveaus und eine Anlehnung der Rente an die Produktivitätsentwicklung. Marc Hansmann sieht hingegen einen „erbitterten Widerstand“, den Erhard gegen die Rentenreform leistete. Laut Michael Gehler habe Erhard eine obligatorische Privatversicherung bevorzugt. Die Bemühungen um eine breite Vermögensbildung, z. B. durch „Volksaktien“, vermochten den Volkskapitalismus in der Praxis jedoch nicht voranzubringen. Willy Brandt bemerkte 1974, „daß der »Volkskapitalismus«, von dem Ludwig Erhard schwärmen mochte, ein Traum war; die »Volksaktie« wird in der Sozialgeschichte nicht als ein geglücktes Experiment vermerkt werden.“
Gegen den Volkskapitalismus sprach die Einsicht in die Unzulänglichkeit der sich aus dem Marktmechanismus ergebenden Verteilung von Einkommen und Vermögen. Bereits in den 1950er Jahren war der Trend zur Ungleichverteilung von Einkommen und Vermögen mit Händen greifbar. Trotz der vermögenspolitischen Rhetorik blieben die Ansprüche aus der gesetzlichen Rentenversicherung für die Altersvorsorge der Arbeitnehmer wichtiger als jede andere Einkunftsquelle und das Volumen der gesetzlichen Rentenversicherung übertraf bei weitem das Volumen der Vermögensbildung der privaten Haushalte. Gegen die Umstellung auf einen Wohlfahrtsstaat im Beveridge-System sprachen die hohen Umstellungskosten. Mit der Rentenreform von 1957 zeigte sich, dass sich die deutsche Bismarcksche Sozialversicherungstradition sowohl gegen umfassendere Beveridge-Systeme nach dem Prinzip der Staatsbürgerversorgung, als auch gegen Ludwig Erhards Schrumpfversion sozialstaatlicher Intervention durchgesetzt hatte. Durch die Rentenreform galt die Altersrente nicht mehr als Zuschuss zum Unterhalt, sondern als Lohnersatz. Die Standardrente sollte nunmehr 60 % des aktuellen Durchschnittlohns aller Versicherten umfassen (1956 waren es nur 34,5 %). Die Rentenreform hat wie kein zweites Ereignis das Vertrauen der Bundesbürger in die Sozialstaatlichkeit wiederhergestellt und den sozialen Frieden dauerhaft gefestigt. Die Formel Soziale Marktwirtschaft wurde seit 1957 von der Erhardschen Auslegung als Volkskapitalismus zur Marktwirtschaft mit eigenständiger Sozialstaatlichkeit umgedeutet. Erst dadurch wurde der Begriff Soziale Marktwirtschaft zur zentralen Konsens- und Friedensformel des mittleren Weges.

##### Wirtschaftswunder

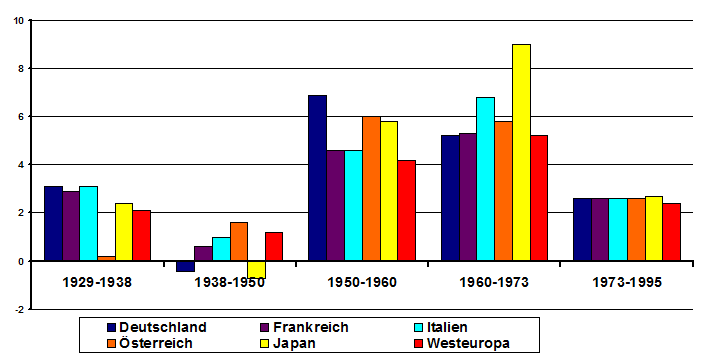
Durchschnittliches Produktivitätswachstum Deutschlands, Frankreichs, Italiens, Österreichs, Japans und Westeuropas während des Goldenen Zeitalters im Vergleich zu den Perioden davor und danach

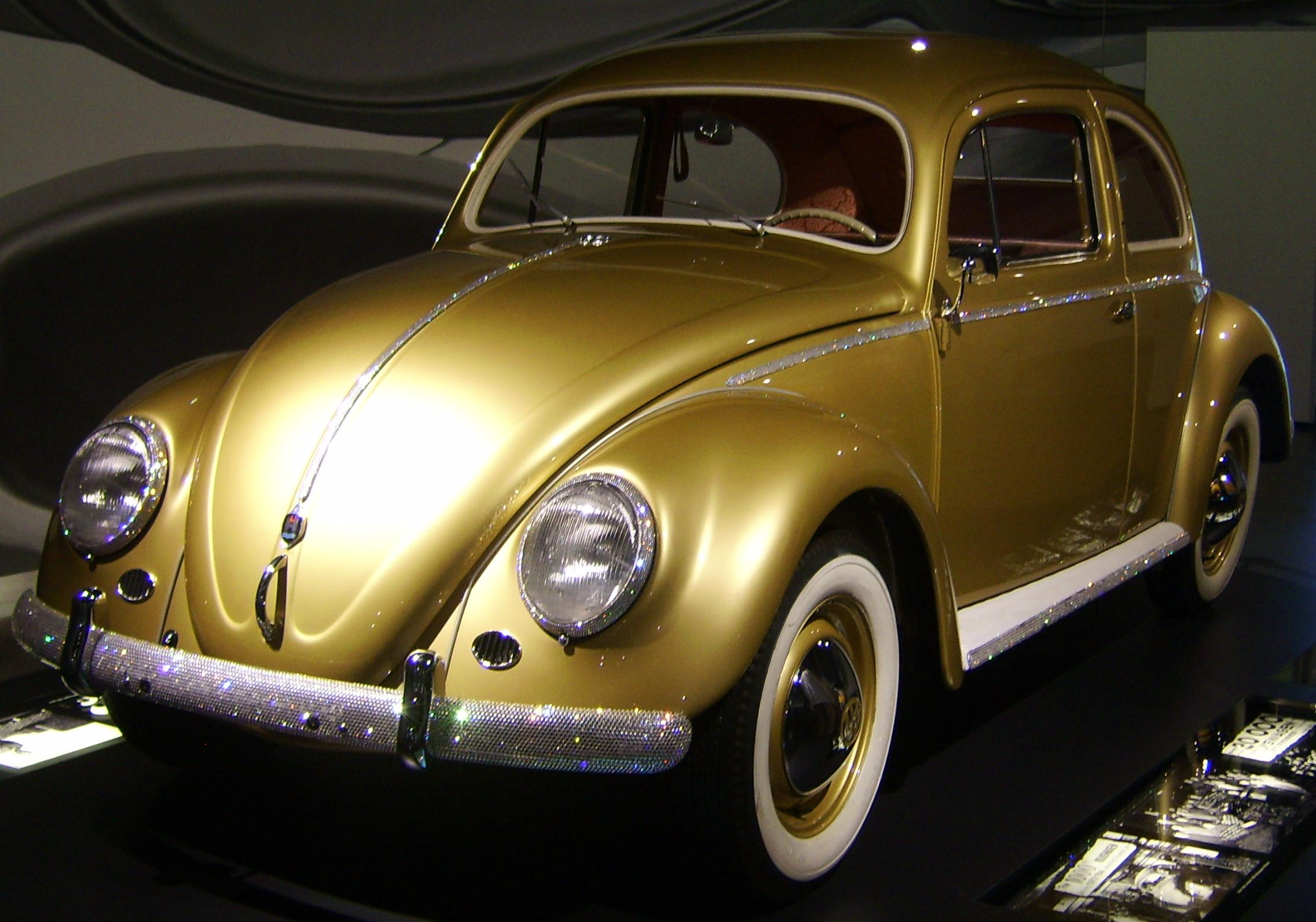
Der einmillionste VW-Käfer am 5. August 1955: ein Exportschlager der deutschen Nachkriegswirtschaft und ein Symbol des so genannten Wirtschaftswunders

Die Zeit zwischen dem Ende des Zweiten Weltkriegs und der ersten Ölkrise war geprägt von hohen Wirtschaftswachstumsraten und hohen Einkommenszuwächsen (Nachkriegsboom). Gleichzeitig glich sich das Einkommensniveau der westeuropäischen Länder und der USA an. Die Arbeitslosigkeit ging zurück, es bestand relative Preisstabilität und die Arbeitnehmereinkommen stiegen. Die von Erhard als Zielsetzung ausgegebene Botschaft „Wohlstand für alle“ schien in absehbarer Zeit erreichbar. Den viel zitierten Ausdruck „Wirtschaftswunder“ lehnte Erhard selbst jedoch ab. In Deutschland wurde der Nachkriegsboom lange Zeit als spezifisch deutsche Entwicklung angesehen und daher die Gründe für den Boom nur in der deutschen Wirtschaftspolitik gesucht. In den 1970er Jahren wurde dann ein Zusammenhang zu den Kriegsschäden hergestellt (Rekonstruktionsthese). Ende der 1970er Jahre entdeckten Wirtschaftshistoriker, dass ein herausragender Nachkriegsboom in ganz Westeuropa und Japan stattgefunden hatte. Es wurde die These aufgestellt, dass die Volkswirtschaften, die nach 1945 die relativ geringste Produktivität aufzuweisen hatten bis in die 1970er Jahre die höchsten Produktivitätszuwächse und das höchste Wirtschaftswachstum hervorbrachten (Aufholthese). Die Deutung des Nachkriegsbooms ist unter Wirtschaftshistorikern und Volkswirten auch heute noch nicht ganz einheitlich. Es hat sich aber weitgehend die Ansicht durchgesetzt, dass bis Ende der 1950er Jahre der Rekonstruktionseffekt und bis Anfang der 1970er Jahre der Aufholeffekt eine wesentliche Rolle gespielt haben.
Herbert Giersch, Karl-Heinz Paqué und Holger Schmieding erklären den deutschen Nachkriegsboom mit der ordoliberalen Ordnungspolitik. Der Aufschwung sei eingeleitet worden durch eine marktwirtschaftliche Schocktherapie im Rahmen der Währungsreform. Eine zurückhaltende Geld- und Fiskalpolitik habe zu anhaltenden Leistungsbilanzüberschüssen geführt. Das Wachstum der 1950er Jahre sei von spontanen Marktkräften einer deregulierten Wirtschaft sowie reichhaltigen Unternehmensgewinnen getragen worden. Zunehmende Regulierung, höhere Steuern und steigende Kosten hätten dann ab den 1960er Jahren das Wachstum verlangsamt. Gegen diese Sichtweise wird beispielsweise von Werner Abelshauser oder Mark Spoerer eingewandt, dass eine westdeutsche Sonderentwicklung postuliert werde die aber nicht der Faktenlage entspricht. Es gab nicht nur ein deutsches Wirtschaftswunder, sondern auch z. B. ein französisches. Das französische Wirtschaftswachstum verlief in den 1950er bis 70er Jahren nahezu parallel zum deutschen, obwohl die Soziale Marktwirtschaft in Deutschland und die stärker interventionistische Planification in Frankreich die stärksten wirtschaftspolitischen Gegensätze in Westeuropa darstellten. Dies spreche für eine geringe praktische Bedeutung der verschiedenen wirtschaftspolitischen Konzepte, solange die Eigentumsrechte und ein Mindestmaß an Wettbewerb garantiert bleiben. Nach Thomas Bittner ist die französische Wirtschaftspolitik keiner geschlossenen Konzeption gefolgt. Auch die Politikempfehlungen des Konzepts der Sozialen Marktwirtschaft seien unpräzise, so dass in beiden Ländern eine theoretisch fundierte ordnungspolitische Gesamtkonzeption fehlte. Laut Bittner lässt sich aufgrund erheblicher Forschungslücken bis heute nicht beurteilen, ob und inwieweit die Konzeptionen der Sozialen Marktwirtschaft einerseits und der Planification andererseits zu dem hohen Wirtschaftswachstum der Nachkriegszeit in Westeuropa beigetragen haben.
Die Rekonstruktionsthese wurde in Ablehnung einer spezifisch deutschen Interpretation entwickelt. Nach dem in den 1970er Jahren insbesondere von Franz Jánossy, Werner Abelshauser und Knut Borchardt ausgearbeiteten Erklärungsansatz blieb das Produktivitätswachstum aufgrund der Auswirkungen des Ersten und Zweiten Weltkriegs und der dazwischenliegenden Weltwirtschaftskrise weit unter dem potentiellen Produktionspotential der deutschen bzw. europäischen Volkswirtschaften. Abelshauser konnte im Anschluss an zeitgenössische Arbeiten nachweisen, dass das Ausmaß der Kriegszerstörung der deutschen Industrie in der Literatur stark überschätzt worden war. Während es den Alliierten gelungen war ganze Städte zu zerstören, war die gezielte Zerstörung industrieller Anlagen kaum gelungen. Es bestand daher trotz aller Zerstörung ein bedeutender intakt gebliebener Kapitalstock, hochqualifiziertes Humankapital und bewährte korporativistische Organisationsmethoden. Deshalb bestand nach Kriegsende ein besonders hohes Wachstumspotential. Aufgrund des fallenden Grenzertrags des Kapitals war der Wachstumseffekt der Investitionen zu Beginn der Rekonstruktion besonders hoch und sank dann je mehr sich die Volkswirtschaft dem langfristigen Wachstumstrend näherte. Dem Marshall-Plan wird keine große Bedeutung für die westdeutsche Rekonstruktion zugesprochen, da die Hilfen zu spät anliefen und gemessen an den Gesamtinvestitionen nur ein geringes Volumen hatten. Ebenso wird eine „mythische Überhöhung“ der Währungsreform abgelehnt. Der Rekonstruktionsprozeß hat demnach bereits ein Jahr vor der Währungsreform mit einer starken Ausweitung der Produktion begonnen, dies war die entscheidende Voraussetzung für den Erfolg der Währungsreform. Bei einem Vergleich der Wirtschaftswachstumsraten lässt sich feststellen, dass solche Länder, die erhebliche Kriegsschäden und ein hartes Besatzungsregime erlitten hatten, nach dem Zweiten Weltkrieg besonders hohe Wachstumsraten verzeichneten. So erlebten neben Deutschland auch Österreich, Italien, Japan, die Niederlande und Frankreich zwischen 1945 und 1960 ein stürmisches Aufholwachstum von (im Durchschnitt) jährlich 7–9 %. Weniger stark vom Krieg betroffene bzw. neutrale Länder erlebten ein Wirtschaftswachstum von „nur“ 3–4 %. Nach Ludger Lindlar bietet die Rekonstruktionsthese daher eine Erklärung für die überdurchschnittlich hohen Wachstumsraten der 1950er Jahre. Aber nur die Aufholthese kann das hohe Wachstum der 1960er Jahre erklären.
Die 1979 von den Wirtschaftshistorikern Angus Maddison und Moses Abramovitz aufgestellte Aufholthese wird heute von zahlreichen Wirtschaftswissenschaftlern (u. a. William J. Baumol, Alexander Gerschenkron, Robert J. Barro und Gottfried Bombach) vertreten. Die Aufholthese verweist darauf, dass die USA bis 1950 gegenüber den europäischen Volkswirtschaften einen deutlichen Produktivitätsvorsprung erarbeitet hatte. Nach dem Krieg startete die europäische Wirtschaft einen Aufholprozess und profitierten dabei vom Aufholeffekt. Die europäischen Unternehmen konnten sich dabei am Vorbild amerikanischer Unternehmen orientieren. Bildlich gesprochen erfolgte der Aufholprozess im Windschatten der führenden USA und erlaubte somit ein höheres Tempo. Nachdem das Produktivitätsniveau der amerikanischen Volkswirtschaft erreicht wurde und der Aufholprozess somit zum Abschluss gekommen war, trat die westeuropäische Wirtschaft Anfang der 1970er Jahre gleichsam aus dem Windschatten, sodass so hohe Wachstumsraten wie in den 1950er und 60er Jahre nicht mehr möglich waren. Die Aufholthese kann die unterschiedlich hohen Wachstumsraten z. B. zwischen den USA und Großbritannien einerseits und Deutschland oder Frankreich andererseits erklären. Nach Analyse von Steven Broadberry ergab sich z. B. für Deutschland ein starkes Produktivitätswachstumspotential durch Verringerung niedrigproduktiver Sektoren wie die Landwirtschaft zugunsten hochproduktiver Sektoren wie die Industrieproduktion. Ein solches Potential ergab sich für das stärker industrialisierte Großbritannien nicht. Während 1950 in Großbritannien nur 5 % der werktätigen Bevölkerung im landwirtschaftlichen Sektor arbeiteten, waren es in Deutschland 24 %. Nach ökonometrischer Analyse von Ludger Lindlar bietet die Aufholthese für den Zeitraum von 1950 bis 1973 eine schlüssige und empirisch wohlgestützte Erklärung für das rasche Produktivitätswachstum in Westeuropa und Japan.

##### Ende der ordoliberalen Phase
Ludwig Erhard bemerkte 1954 gegenüber Kanzler Adenauer, dass es immer schwieriger werde, den politischen Gegner SPD als Partei der Planwirtschaft zu brandmarken, da sich deren wirtschaftspolitische Kritik fast ganz auf den Mangel an Konjunktursicherung konzentriere. Er war jedoch überzeugt davon, dass eine an der Wirtschaftstheorie des Ordoliberalismus orientierte Wirtschaftspolitik in der Lage sei, konjunkturelle Zyklen zu überwinden. Aber auch unter Ludwig Erhards Parteigängern gab es teilweise Kritik an der planungs- und konjunkturpolitischen Abstinenz. Alfred Müller-Armack hatte etwa eine zweite Phase der Sozialen Marktwirtschaft gefordert, in der Konjunkturpolitik eine gewisse Rolle spielen sollte.
Mitte der 1960er Jahre mehrten sich die Anzeichen, dass die Sonderkonjunktur der Wiederaufbauphase zu Ende ging. Die Wachstumsraten waren zwar noch relativ hoch, im Rückblick war jedoch erkennbar, dass sich das Wachstum von Zyklus zu Zyklus vermindert hatte. Ende des Jahres 1966 wurde die Bundesrepublik mit einer ersten leichten Rezession konfrontiert, die das „Wirtschaftswunderland“ allerdings völlig unvorbereitet traf. Erhard wurde ausgerechnet wegen seiner Wirtschaftspolitik erstmals nicht mehr nur von der Opposition, sondern auch von der Wirtschaftspresse und vom Sachverständigenrat kritisiert. Die Krise hatte weit schwerwiegendere politische als wirtschaftliche Konsequenzen, sie führte zum Ende der Ära Erhard.

#### Phase der Globalsteuerung (1967–1982)
Mitte der 1960er Jahre begann die zweite Phase der Sozialen Marktwirtschaft, in der wirtschafts- und sozialpolitische Vorstellungen des demokratischen Sozialismus die Ausgestaltung dieser Wirtschaftsordnung prägten. Auch diese Ausgestaltung wurde in der öffentlichen Meinung mit dem Begriff der Sozialen Marktwirtschaft verbunden.
Von großer Bedeutung war das Stabilitätsgesetz von 1967, mit dem es zu einem Kurswechsel hin zu aktiver Konjunkturpolitik kam. Der seinerzeitige Wirtschaftsminister Karl Schiller bezeichnete es als „prozesspolitisches Grundgesetz“, welches das „ordnungspolitische Grundgesetz“ des Kartellgesetzes ergänzt. Er sah dies als eine „Symbiose aus Freiburger Imperativ und keynesianischer Botschaft“ an. In der Praxis sollten mit dem postkeynesianischen Konzept der Globalsteuerung Konjunkturschwankungen dauerhaft gedämpft werden. Das Konzept war zunächst beschäftigungspolitisch äußerst erfolgreich. Vollbeschäftigung konnte wiederhergestellt und bis Mitte der 1970er Jahre gehalten werden. Das Problem der Geldwertstabilität rückte jedoch stärker in den Vordergrund. Die Ölkrisen der 70er Jahre verstärkten den Preisdruck durch importierte Inflation. Auch kühlte sich das Wirtschaftswachstum seit den 70er Jahren weltweit ab. Dadurch wurde eine konjunkturelle Feinsteuerung immer schwieriger. Das Konzept Konjunkturschwankungen vollständig glätten zu wollen gilt mittlerweile mehrheitlich als überholt. Konjunkturpolitik in Form postkeynesianischer Fiskalpolitik ist nach Mehrheitsansicht aber weiterhin in der „keynesianischen Situation“ einer schwereren Wirtschaftskrise (wie beispielsweise in der Finanz- und Wirtschaftskrise seit 2007) notwendig, da monetaristische Geldpolitik und automatische Stabilisatoren in der Situation der Liquiditätsfalle an ihre Grenzen stoßen. Dauerhaft geblieben ist die mit dem Stabilitätsgesetz festgesetzte wirtschaftspolitische Zielsetzung, die Erfordernisse des wirtschaftlichen Gleichgewichts zu beachten und die Wirtschaftspolitik am Magischen Viereck auszurichten.
Das Mitbestimmungsgesetz von 1976 führte eine gegenüber dem Betriebsverfassungsgesetz von 1952 erweiterte Mitbestimmung ein. Bei Unternehmen und Konzernen mit mehr als 2000 Mitarbeitern wird der Aufsichtsrat seitdem paritätisch mit Vertretern der Anteilseigner und der Arbeitnehmer besetzt. Im Falle einer Stimmengleichheit bei Abstimmungen gibt allerdings die Stimme des (von der Arbeitgeberseite gestellten) Aufsichtsratsvorsitzenden den Ausschlag. Das Mitbestimmungsgesetz sollte der Humanisierung der Arbeitswelt dienen, indem neben den Interessen der Anteilseigner auch die Interessen der Arbeitnehmer Gehör finden. Die Mitbestimmung zielte in Deutschland von Anfang an darauf ab, die Transaktionskosten zu mindern. Transaktionskosten sind im innerbetrieblichen Bereich umso geringer, je ausgeprägter die Möglichkeit vertrauensvoller Zusammenarbeit ist, während andererseits die Transaktionskosten umso höher sind, je mehr eine Zusammenarbeit nur mit Hilfe formaler Regeln und Zwangsmaßnahmen möglich ist. Langfristig stabile und konfliktarme Arbeitsbeziehungen versetzen Unternehmen in die Lage, auf langfristiger Basis in die Ausbildung und Weiterqualifizierung der Arbeitnehmer zu investieren. Dies ist gerade unter den Bedingungen des raschen Anstiegs immaterieller Wertschöpfung in der postindustriellen Gesellschaft bzw. der Wissensgesellschaft eine der Voraussetzungen für unternehmerischen Erfolg, denn immaterielle Wertschöpfung stützt sich i. d. R. auf spezifisches Wissen, das nicht leicht zu ersetzen und dessen produktive Umsetzung nicht leicht zu kontrollieren ist. Gleichzeitig haben Unternehmen einen größeren Anreiz, kostenintensive Anlageinvestitionen vorzunehmen, was gerade in Zeiten des Strukturwandels den Standort Deutschland festigt. Gerade aufgrund des kontinuierlichen Voranschreitens der Arbeitsteilung und der immateriellen Produktion, welche grundsätzlich die Transaktionskosten erhöhen, konnte die Institution Mitbestimmung auch in der Praxis gut gedeihen. Laut Jürgen Schrempp ist die Mitbestimmung Teil jenes deutschen Modells, das kurzfristige Gewinnmaximierung zu Lasten notwendiger Investitionen in die Zukunft verhindert.
In der Sozialpolitik kam es zu einem weiteren Ausbau des Sozialstaates. Die Rentenreform von 1972 weitete den Versicherungsschutz auf größere Teile der Bevölkerung wie Selbständige, Studenten, Hausfrauen, Landwirte und Behinderte aus. Kritiker sahen hierin eine weitere Entkopplung der Beiträge von den Leistungen und allgemein eine Verwässerung des Versicherungscharakters.

#### Phase der Dominanz der Ordnungspolitik und der Angebotsorientierung (1983–1989)
Die Wende von 1982/83 hatte das Ziel, die Nachfragepolitik der 1960er und 70er Jahre zu beenden und zu einer Angebotspolitik überzugehen, welche Vollbeschäftigung wiederherstellen sollte. Sie folgte dem internationalen Trend (Reagonomics, Thatcherismus sowie der „politique de rigueur“ von François Mitterrand). Die Deutsche Bundesbank und später die Europäische Zentralbank verfolgten dabei eine restriktive Interpretation monetaristischer Geldpolitik entschiedener und länger als andere Zentralbanken, erfolgreich war die restriktive Geldpolitik jedoch nirgendwo. Die Bundesregierung verfolgte in der Praxis einen policy mix, der nach wie vor eine gewisse Steuerung der wirtschaftlichen Entwicklung durch Fiskalpolitik beinhaltete. Die angestrebte Kürzung von Subventionen blieb Rhetorik, auch die Sozialausgaben expandierten nach anfänglichen Kürzungen weiter. Steuersenkungen verringerten die Steuerlast um insgesamt 63 Mrd. DM, blieben jedoch ohne nennenswerte Wirkungen auf Investitionen und Wirtschaftswachstum. Die Arbeitslosigkeit ging im Zuge der weltweiten konjunkturellen Erholung seit 1983 etwas zurück, stieg dann aber in den 1990er Jahren auf neue Rekordwerte. Der seit den 1970er Jahren beobachtbare Trend wachsender Arbeitslosigkeit blieb ungebrochen.

#### Deutsche Einheit (1990)
Die Soziale Marktwirtschaft wurde im Vertrag über die Währungs-, Wirtschafts- und Sozialunion vom 18. Mai 1990 als gemeinsame Wirtschaftsordnung des Wiedervereinigten Deutschlands bestimmt. Sie wurde in dem Staatsvertrag insbesondere bestimmt durch Privateigentum, Leistungswettbewerb, freie Preisbildung und grundsätzlich volle Freizügigkeit von Arbeit, Kapital, Gütern und Dienstleistungen (Artikel 1 Absatz 3).
Aufgrund des historischen Vorbilds des Wirtschaftswunders glaubten im Jahr 1990 Bundeskanzler Helmut Kohl sowie die meisten deutschen Politiker und die meisten westdeutschen Wirtschaftswissenschaftler, allein durch eine ordnungspolitisch induzierte Entfesselung der Marktkräfte eine Art Wirtschaftswunder in den 5 neuen Bundesländern entfachen zu können. Die Regierung folgte im Wesentlichen einem Bulletin Ludwig Erhards von 1953, in dem dieser den wirtschaftlichen Vollzug der Wiedervereinigung geplant hatte. Erhard ging davon aus, dass die deutsche Wiedervereinigung „in politischer, wirtschaftlicher und menschlicher Beziehung … Kräfte freimachen“ würde, „von deren Stärke und Macht sich die Schulweisheit der Planwirtschafter nichts träumen läßt“. Konrad Adenauer war damals bereits skeptischer, seiner Ansicht nach waren Industrie und Landwirtschaft in der DDR in schlechtem Zustand. „Die Arbeit nach der Wiedervereinigung in diesem Gebiete komme einer neuen Kolonisation gleich. Dadurch werde die wirtschaftliche Stärke der Bundesrepublik auf Jahre hinaus absorbiert.“ Neben dem schlechten Zustand der ostdeutschen Wirtschaft belastete vor allem der Fehler der Währungs-, Wirtschafts- und Sozialunion, einen viel zu hohen Umtauschkurs der Ostmark zur D-Mark festzusetzen, den wirtschaftlichen Erfolg Ostdeutschlands. Die Überbewertung beseitigte die internationale Wettbewerbsfähigkeit, mit Auslaufen der Transferrubel-Verrechnung am 31. Dezember 1990 brach der ostdeutsche Export schlagartig zusammen. Der hohe Umtauschkurs entsprach auch nicht dem historischen Vorbild, die in den Vereinigten Staaten geplante Währungsreform von 1948 hatte zu einer Unterbewertung der D-Markt geführt, was die internationale Wettbewerbsfähigkeit der jungen Bundesrepublik gesteigert hatte. Am Ende erwies sich das Wirtschaftswunder der 1950er und 1960er Jahre als nicht wiederholbar.

#### Wandel seit 1990
Anfang der 90er Jahre unterstrich Michel Albert in einem vielbeachteten Vergleich des deutschen und amerikanischen Wirtschaftssystems die seiner Ansicht nach bestehende wirtschaftliche und soziale Überlegenheit des deutschen Modells. Er mutmaßte allerdings, dass der Rheinische Kapitalismus unter den politischen, medialen und kulturellen Einflüssen seines amerikanischen Konkurrenten dennoch den Rückzug würde antreten müssen.
Ab Mitte der 1990er Jahre beschleunigte sich der in den 1980er Jahren zaghaft begonnene Prozess der Privatisierung, Deregulierung und Entstaatlichung erheblich. Besonders einschneidend wirkte sich die Liberalisierung des Finanzsektors aus. Mit der Änderung des Körperschaftsteuergesetzes durch die Steuerreform 2000 sollte die Deutschland AG zerschlagen werden, da das deutsche Modell einer eng verflochtenen wirtschaftlichen Beziehungslandschaft nach Ansicht von Hans Eichel erstarrt sei und den Anforderungen globaler Märkte nicht mehr gerecht werde. Es kam zu einer Umorientierung weg vom Stakeholder-Value-Ansatz einer Optimierung der langfristigen Unternehmenssubstanz und -perspektive hin zu dem in angelsächsischen Ländern seit jeher üblichen Shareholder-Value-Ansatz, der Orientierung an kurzfristiger Gewinnerwartung. Zusammen mit einer Änderung der Bilanzierungspraxis (hin zu internationalen Standards) und einer stärker gewinnorientierten Managervergütung wirkte sich dies entsprechend auf die Geschäftspolitik großer deutscher Unternehmen aus. Es kam auch zu einem institutionellen Wandel der Bankierszunft. Noch Anfang der 1990er Jahre war der Vorstandssprecher der Deutschen Bank als Autorität innerhalb und außerhalb des Bankensektors anerkannt und intervenierte bei Fehlentwicklungen als letzte Instanz der Deutschland AG. Die auf Reputation bedachte Geschäftspolitik wich der Verlockung hochspekulativer Geschäfte, insbesondere dem Handel mit Derivaten.
Angesichts dieser Reihe von Prozessen im Gefolge der deutschen Einheit ist Karl-Heinz Paqué der Ansicht, dass die „Regeneration der Sozialen Marktwirtschaft […] zu beachtlichen Teilen gelungen“ sei.
Werner Abelshauser warnt hingegen vor einer tiefgreifenden Übernahme angelsächsischer Spielregeln und eines Austausches des Produktionsregimes. Langfristig entstandene Strukturen ließen sich zwar rasch zerschlagen, neue Spielregeln und Organisationsformen jedoch nur langsam aufbauen. Der Erfolg solcher Radikaloperationen bleibe zudem ungewiss. Der Rheinische Kapitalismus habe dazu beigetragen, dass die Produktivität der deutschen Wirtschaft im internationalen Vergleich mit an der Spitze liege. Auch werde die Innovationsfähigkeit im Allgemeinen selbst von Kritikern nicht bestritten. Zudem zeige gerade die Finanz- und Wirtschaftskrise ab 2007, dass produktive Ordnungspolitik und staatliche Rahmensetzung im Sinne der traditionellen Sozialen Marktwirtschaft auch unter den Bedingungen der Globalisierung keineswegs obsolet werde, sondern im Gegenteil dringender erforderlich sei als zuvor.

## Soziale Marktwirtschaft als Ziel der Europäischen Union
In Art. 3 Abs. 3 EU-Vertrag heißt es im Zusammenhang mit dem Europäischen Binnenmarkt, die Europäische Union wirke „auf die nachhaltige Entwicklung Europas auf der Grundlage eines ausgewogenen Wirtschaftswachstums und von Preisstabilität, eine in hohem Maße wettbewerbsfähige soziale Marktwirtschaft, die auf Vollbeschäftigung und sozialen Fortschritt abzielt, sowie ein hohes Maß an Umweltschutz […] hin“. Diese Formulierung wurde erstmals 2004 in Art. I-2 Abs. 3 des EU-Verfassungsvertrags eingeführt und nach dessen Scheitern in den Vertrag von Lissabon übernommen, der 2009 in Kraft trat. Daneben wird die Wirtschaftsordnung der EU im AEU-Vertrag auch mehrmals als „offene Marktwirtschaft mit freiem Wettbewerb“ bezeichnet, etwa in Art. 119 AEU-Vertrag, wo die Wirtschafts- und Währungspolitik der EU auf diesen Grundsatz verpflichtet wird. Diese Formulierung wurde bereits mit dem Vertrag von Maastricht 1992 in das Vertragswesen aufgenommen.
Eines der weiteren wirtschaftspolitischen Ziele, die in Art. I-3 Abs. 2 EU-Verfassungsvertrag neben der sozialen Marktwirtschaft genannt werden, ist auch der „Binnenmarkt mit freiem und unverfälschtem Wettbewerb“. Diese Formulierung stieß jedoch in der öffentlichen Debatte auf Kritik und wurde insbesondere vor dem Referendum in Frankreich, bei dem der Verfassungsvertrag 2005 abgelehnt wurde, als Ausdruck einer allzu liberalen Entwicklung der EU angesehen. Im Vertrag von Lissabon wurde sie deshalb fallen gelassen, durch ein Zusatzprotokoll jedoch der Schutz vor Wettbewerbsverfälschungen als Teil des Europäischen Binnenmarkts definiert. Letztlich bedeuteten weder die Formulierung im Verfassungsvertrag noch im Vertrag von Lissabon eine Abkehr von der zuvor gültigen EU-Wettbewerbspolitik. Bereits Art. 3 lit. f des EWG-Vertrags von 1958 hatte „die Errichtung eines Systems, das den Wettbewerb innerhalb der Gemeinschaft vor Verfälschungen schützt“ als Ziel der Europäischen Wirtschaftsgemeinschaft genannt. Von Beginn an orientierte sich das Wettbewerbskonzept der Europäischen Gemeinschaften an der marktwirtschaftlichen Lehre der ordoliberalen Schule, die auch schon das Leitbild der deutschen Sozialen Marktwirtschaft maßgeblich beeinflusst hatte.
Bundeskanzlerin Angela Merkel erklärte anlässlich der Unterzeichnung des Lissaboner Vertrags: „Der Grundgedanke der sozialen Marktwirtschaft ist der Grundgedanke des geordneten Wettbewerbs. Diesen Gedanken müssen wir auf die Europäische Union übertragen.“

### Wirtschaftstheoretisches Modell
Primärliteratur
- Günter Brakelmann, Traugott Jähnichen (Hrsg.): Die protestantischen Wurzeln der Sozialen Marktwirtschaft. Ein Quellenband. Gütersloh 1994.
- Ludwig Erhard, Wolfram Langer (Bearb.): Wohlstand für alle. Anaconda, Köln 2009, ISBN 978-3-86647-344-7. (8. Auflage 1964, PDF)
- Alfred Müller-Armack: Soziale Marktwirtschaft. In: Handwörterbuch der Sozialwissenschaften. Band 9. Stuttgart u. a. 1956, S. 390 ff.
- Alfred Müller-Armack: Wirtschaftsordnung und Wirtschaftspolitik. Studien und Konzepte zur Sozialen Marktwirtschaft und zur europäischen Integration. Freiburg im Breisgau 1966.
- Alfred Müller-Armack: Wirtschaftslenkung und Marktwirtschaft. Verlag Wirtschaft und Finanzen, Düsseldorf 1999, ISBN 3-87881-135-7. (Faks.-Ed. der Erstausg. Hamburg 1947)
- Alfred Müller-Armack: Genealogie der sozialen Marktwirtschaft: Frühschriften und weiterführende Konzepte. 2., erw. Auflage. Haupt, Bern 1981, ISBN 3-258-03022-7.
- Alexander Rüstow: Freie Wirtschaft – starker Staat. In: Deutschland und die Weltkrise (Schriften des Vereins für Socialpolitik 187). Dresden 1932.
- Alexander Rüstow: Wirtschaftsethische Probleme der sozialen Marktwirtschaft. In: Patrick Boarman (Hrsg.): Der Christ und die Soziale Marktwirtschaft. Stuttgart 1955.

Sekundärliteratur
- Werner Abelshauser: Des Kaisers neue Kleider? Wandlungen der Sozialen Marktwirtschaft. Roman Herzog Institut, München 2009.
- Gerold Ambrosius: Die Durchsetzung der Sozialen Marktwirtschaft in Westdeutschland 1945–1949. Deutsche Verlags-Anstalt, Stuttgart 1977, ISBN 3-421-01822-7.
- Winfried Becker: Die Entscheidung für eine neue Wirtschaftsordnung nach 1945. Christliche Werte in der Sozialen Marktwirtschaft Ludwig Erhards. In: Rainer A. Roth, Walter Seifert (Hrsg.): Die zweite deutsche Demokratie. Ursprünge, Probleme, Perspektiven. Köln / Wien 1980.
- Thomas Biebricher/Ralf Ptak: Soziale Marktwirtschaft und Ordoliberalismus zur Einführung, Junius, Hamburg 2020, ISBN 978-3-96060-312-2.
- Dieter Cassel (Hrsg.): 50 Jahre Soziale Marktwirtschaft. Ordnungstheoretische Grundlagen, Realisierungsprobleme und Zukunftsperspektiven einer wirtschaftspolitischen Konzeption. Lucius & Lucius, Stuttgart 1998, ISBN 3-8282-0057-5.
- Alexander Ebner: The intellectual foundations of the social market economy: theory, policy, and implications for European integration. In: Journal of economic studies. 33(2006)3, S. 206–223.
- Uwe Fuhrmann: Die Entstehung der „Sozialen Marktwirtschaft“ 1948/49. Eine historische Dispositivanalyse. UVK Verlagsgesellschaft, Konstanz und München 2017. ISBN 978-3-86764-665-9.
- Nils Goldschmidt, Michael Wohlgemuth (Hrsg.): Die Zukunft der Sozialen Marktwirtschaft: sozialethische und ordnungsökonomische Grundlagen. Mohr Siebeck, Tübingen 2004, ISBN 3-16-148296-4.
- Dieter Haselbach: Autoritärer Liberalismus und soziale Marktwirtschaft: Gesellschaft und Politik im Ordoliberalismus. (Habil.) Nomos, Baden-Baden 1991, ISBN 3-7890-2504-6.
- Michael von Hauff (Hrsg.): Die Zukunftsfähigkeit der Sozialen Marktwirtschaft. Metropolis-Verlag, Marburg 2007, ISBN 978-3-89518-594-6.
- Volker Hentschel: Ludwig Erhard, die „soziale Marktwirtschaft“ und das Wirtschaftswunder. Historisches Lehrstück oder Mythos? Bouvier Verlag, Bonn 1998, ISBN 978-3-416-02761-8.
- Philipp Herder-Dorneich: Ordnungstheorie des Sozialstaates. Beiträge zur Ordnungstheorie und Ordnungspolitik. Mohr Siebeck, Tübingen 1983.
- Karl Hohmann, Horst Friedrich Wünsche (Hrsg.): Grundtexte zur sozialen Marktwirtschaft: Das Soziale in der sozialen Marktwirtschaft. Lucius & Lucius, 1988, ISBN 3-437-40208-0.
- Wolfgang Kersting: Wie gerecht ist der Markt? Ethische Perspektiven der sozialen Marktwirtschaft. Murmann, Hamburg 2012. ISBN 978-3-86774-183-5.
- Gerhard Kleinhenz: Sozialstaatlichkeit in der Konzeption der Sozialen Marktwirtschaft. In: Ders. (Hrsg.): Sozialstaat Deutschland. Lucius & Lucius, 1997, S. 390 ff.
- Bernhard Löffler: Soziale Marktwirtschaft und administrative Praxis. Das Bundeswirtschaftsministerium unter Ludwig Erhard. Stuttgart 2002.
- Josef Mooser: Liberalismus und Gesellschaft nach 1945. Soziale Marktwirtschaft und Neoliberalismus am Beispiel von Wilhelm Röpke. In: Manfred Hettling/Bernd Ulrich (Hrsg.): Bürgertum nach 1945. Hamburg 2005, S. 134–163.
- Walther Müller-Jentsch: Gewerkschaften und Soziale Marktwirtschaft seit 1945. Philipp Reclam jun., Stuttgart 2011, ISBN 978-3-15-018897-2.
- Anthony J. Nicholls: Freedom with Responsibility. The Social Market Economy in Germany, 1918–1963. Oxford 1994.
- Knut Wolfgang Nörr, Joachim Starbatty, Reinhold Biskup: Soll und haben: 50 Jahre soziale Marktwirtschaft. Lucius & Lucius, Stuttgart 1999, ISBN 3-8282-0105-9.
- Jürgen Pätzold: Soziale Marktwirtschaft: Konzeption – Entwicklung – Zukunftsaufgaben. 6., überarb. Auflage, Verlag Wiss. und Praxis, Ludwigsburg 1994, ISBN 3-928238-38-8. Online: Soziale Marktwirtschaft.
- Ralf Ptak: Vom Ordoliberalismus zur sozialen Marktwirtschaft: Stationen des Neoliberalismus in Deutschland. VS-Verlag für Sozialwiss., Wiesbaden 2005, ISBN 3-8100-4111-4.
- Friedrun Quaas: Soziale Marktwirtschaft: Wirklichkeit und Verfremdung eines Konzepts. Haupt, Bern/Stuttgart/Wien 2000, ISBN 3-258-06012-6.
- Siegfried Rauhut: Soziale Marktwirtschaft und parlamentarische Demokratie. Eine institutionenökonomische Analyse der politischen Realisierungsbedingungen der Konzeption der Sozialen Marktwirtschaft. Duncker & Humblot, Berlin 2000.
- Otto Schlecht: Grundlagen und Perspektiven der Sozialen Marktwirtschaft. Mohr, Tübingen 1990, ISBN 3-16-145684-X.
- Gero Thalemann: Die Soziale Marktwirtschaft der Bundesrepublik Deutschland – ein realisiertes Konzept? Analyse von Genesis, theoretischem Gehalt und praktischer Verwirklichung. disserta Verlag, Hamburg 2011.
- Christian Watrin: The Principles of the Social Market Economy—Its Origins and Early History. In: Zeitschrift für die gesamte Staatswissenschaft. Band 135, 1979, S. 405–425.
- Hans Willgerodt: Wertvorstellungen und theoretische Grundlagen des Konzepts der Sozialen Marktwirtschaft. In: Wolfram Fischer (Hrsg.): Währungsreform und Soziale Marktwirtschaft. Erfahrungen und Perspektiven nach 40 Jahren. Berlin 1989.
- Joachim Zweynert: Die Soziale Marktwirtschaft als politische Integrationsformel. 2008, S. 334, doi:10.1007/s10273-008-0800-z.

### Wirtschaftsgeschichte
- Werner Abelshauser: Deutsche Wirtschaftsgeschichte seit 1945. C.H. Beck, München 2004, ISBN 3-406-51094-9.
- Michael von Prollius: Deutsche Wirtschaftsgeschichte nach 1945. UTB, 2006, ISBN 3-8252-2785-5.
- Mark E. Spicka: Selling the Economic Miracle: Economic Reconstruction and Politics in West Germany, 1949–1957. Berghahn Books, 2007, ISBN 978-1-84545-223-0.
- Knut Wolfgang Nörr: Die Republik der Wirtschaft: Von der sozial-liberalen Koalition bis zur Wiedervereinigung. Teil 2. Mohr Siebeck, Heidelberg 2007, ISBN 978-3-16-149499-4.
- Ulrike Herrmann: Deutschland, ein Wirtschaftsmärchen. Warum es kein Wunder ist, dass wir reich geworden sind. Westend Verlag Frankfurt/Main 2019. ISBN 978-3-86489-263-9.